# Historia militar de Australia
La historia militar de Australia abarca 220 años de la historia antigua
, desde las primeras guerras fronterizas entre aborígenes y europeos hasta los conflictos en curso en Irak y Afganistán en los primeros años del siglo XXI. Aunque esta historia es corta, en comparación con la de muchos otros países, Australia ha participado en numerosos conflictos y guerras, y la guerra y el servicio militar han ejercido una gran influencia sobre la sociedad australiana y su identidad nacional, incluyendo el Espíritu Anzac. La relación entre la guerra y la sociedad australiana también ha sido moldeada por temas perdurables de la cultura éstratégica australiana y el único dilema de seguridad.
Como colonia británica, Australia participó en pequeñas guerras de Gran Bretaña del siglo XIX, mientras que más adelante, como una nación independiente, luchó en la Primera y Segunda Guerra Mundial, así como en las guerras de Corea, Malaya, Borneo y Vietnam durante la Guerra Fría. En la era post-Vietnam, las fuerzas australianas han participado en numerosas misiones de mantenimiento de la paz internacional, a través de las Naciones Unidas y otras agencias, incluyendo el golfo Pérsico, Ruanda, Somalia, Timor Oriental y las islas Salomón, mientras que más recientemente también han luchado como parte de las fuerzas multilaterales en Irak y Afganistán. En total, cerca de 103 000 australianos han muerto en el curso de dichos conflictos.

## La guerra y la sociedad australiana

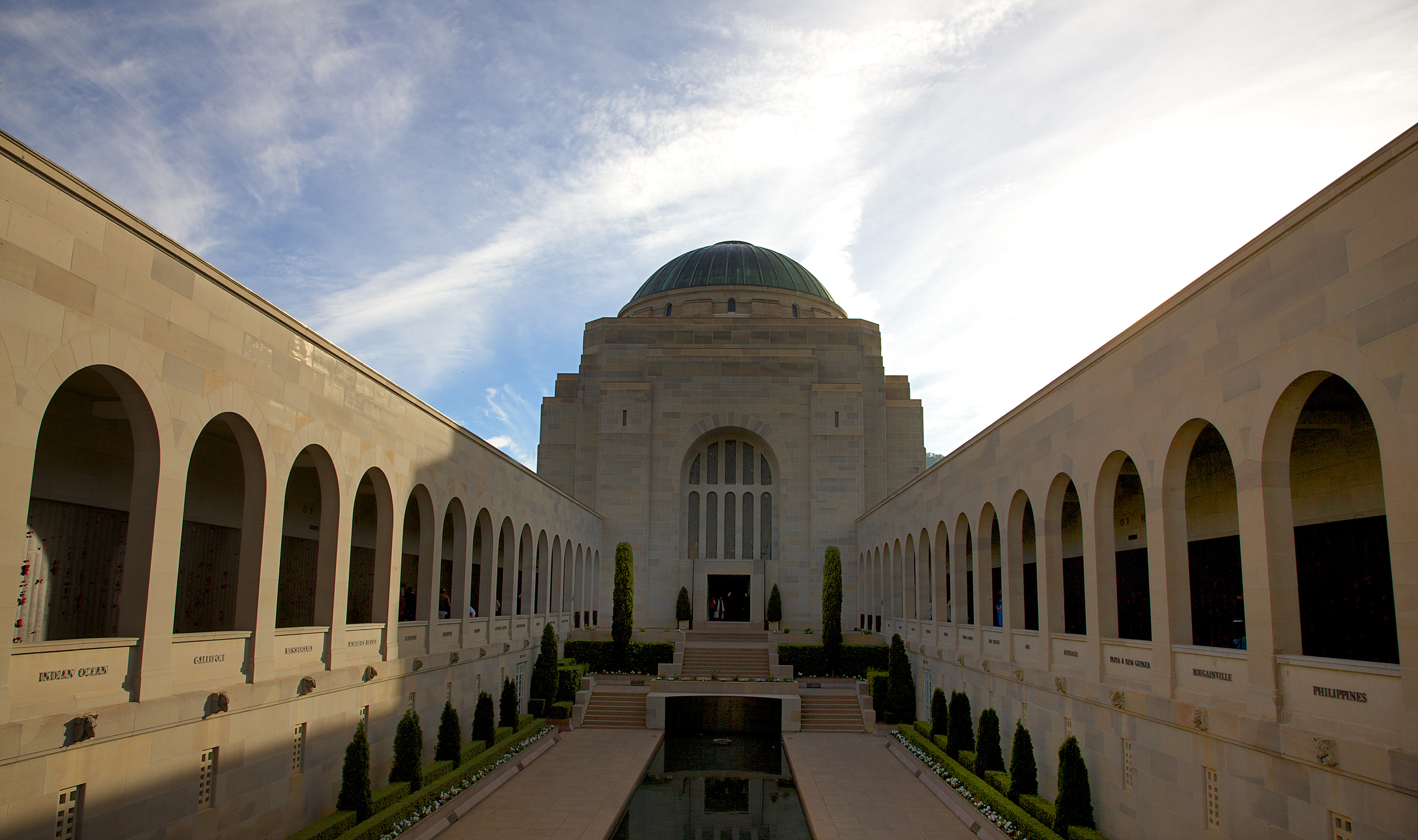
Patio interior del Australian War Memorial en Canberra. Casi 877.000 personas visitaron el Australian War Memorial en 2009-10 y otras 204.000 visitaron sus exposiciones itinerantes.

Durante la mayor parte del siglo pasado, el servicio militar ha sido una de las mejores experiencias únicas compartidas de los hombres blancos de Australia, y aunque esto está cambiando debido a la profesionalización de las fuerzas armadas y la ausencia de guerras importantes durante la segunda mitad del siglo XX, sigue influyendo en la sociedad australiana de hoy. Como tal la guerra y el servicio militar han sido la definición de las influencias en la historia australiana, mientras que una parte importante de la identidad nacional se ha basado en una concepción idealizada de la experiencia australiana de la guerra y de la vida militar, conocida como el Espíritu de Anzac. Entre estos ideales figuran las nociones de resistencia, coraje, ingenio, humor, larrikinismo, igualitarismo y mateship, rasgos que, de acuerdo al pensamiento popular, definen el comportamiento de los soldados australianos en Gallipoli durante la Primera Guerra Mundial. La campaña de Gallipoli fue uno de los primeros acontecimientos internacionales que vivieron los australianos y, como tal, ha sido vista como un evento clave en la creación de un sentido de identidad nacional.
La relación entre la guerra y la sociedad australiana ha sido formado por dos de los temas más perdurables de la cultura estratégica de Australia: El oportunismo como un poderoso aliado, y la guerra expedicionaria. De hecho, la política de defensa de Australia estuvo estrechamente vinculada a Gran Bretaña hasta la crisis japonesa del año 1942, y desde entonces su alianza con los Estados Unidos ha afianzado su seguridad. Podría decirse que este patrón de llevar la delantera, tanto por razones culturales como por los valores y creencias compartidas, así como para la seguridad de las preocupaciones más pragmáticas, ha asegurado que la política estratégica de Australia a menudo haya estado definida por las relaciones con sus aliados. No obstante, una tendencia a la complacencia estratégica también ha sido evidente, ya que los australianos suelen ser reacios a pensar en temas de defensa y la asignación de recursos hasta que surge una crisis, un rasgo que ha resultado históricamente en la falta de preparación para los principales desafíos militares.
Reflejando tanto un sentido realista y liberal, paradigmas de la relaciones internacionales, y la concepción de intereses nacionales, un número de otros temas importantes en la cultura estratégica de Australia son también evidentes. Dichs temas incluyen: la aceptación del Estado como actor clave en la política internacional, la centralidad de la noción de la soberanía westfaliana, una creencia en la pervivencia y la legitimidad de la fuerza armada como garante de seguridad, y la proposición de que el statu quo en los asuntos internacionales sólo se debe cambiar pacíficamente. Del mismo modo el multilateralismo, la seguridad colectiva, la defensa y la autosuficiencia también han sido temas importantes. El cambio ha sido más evolutivo que revolucionario y estos comportamientos estratégicos han persistido a lo largo de su historia, siendo el producto de la tradición democrática política australiana de la sociedad y judeocristiano del patrimonio anglo-europeo, así como valores asociados a las creencias en la ideología económica, política y religiosa. Igualmente, sin embargo, estos comportamientos son también un reflejo de su exclusivo dilema de seguridad, como gran isla europea que se encuentra en medio del borde de la región Asia-Pacífico, y de las circunstancias geopolíticas de una potencia intermedia físicamente alejada de los centros del poder mundial. Para estar segura, durante las amenazas a los países que forman su núcleo, Australia a menudo, se ha involucrado en la defensa de los países perífericos y, tal vez como resultado, tiende con frecuencia a involucrarse en guerras en el extranjero. A lo largo de estos conflictos los soldados australianos fueron conocidos coloquialmente como diggers (literalmente excavadores) y a menudo han destacado, tal vez paradójicamente al filo de su mote, tanto por sus habilidades combativas como por sus cualidades humanitarias.

## Era colonial

### Fuerzas británicas en Australia, 1788–1870

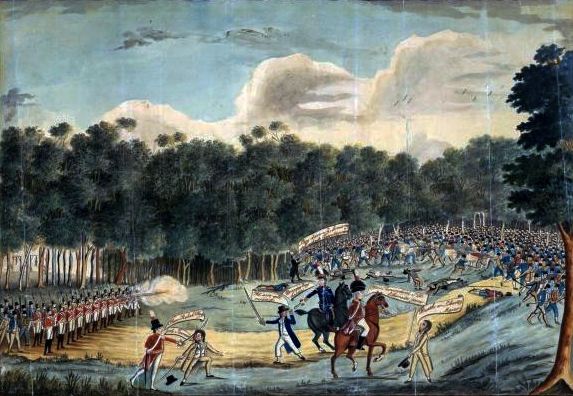
Una pintura que representa la rebelión de la Castle Hill

Desde el año 1788 hasta el año 1870 la defensa de las colonias australianas fue proporcionada por las fuerzas regulares del Ejército británico. Originalmente los Marines protegían los primeros asentamientos en Sydney Cove e Isla Norfolk, sin embargo fueron relevados de estas obligaciones en el año 1790 por una unidad especialmente reclutada para el servicio colonial, conocida como Cuerpo de Nueva Gales del Sur. Posteriormente participó en el aplastamiento de una rebelión de presos irlandeses en Castle Hill en el año 1804. Pronto, sin embargo, las deficiencias en los cuerpos convencieron al Ministerio de la Guerra de la necesidad de una guarnición más fiable en Nueva Gales del Sur y en Tierra de Van Diemen. La principal de estas deficiencias se plasmó en la Rebelión del Ron, un golpe de Estado montado por sus funcionarios en el año 1808. Como resultado de ello, en enero del año 1810, el 73.º Regimiento de a pie (Perthshire) arribó a Australia. En el año 1870, 25 regimientos de infantería británica habían servido en Australia, al igual que un pequeño número de unidades de artillería e ingenieros.
Aunque la función principal del Ejército británico era proteger a las colonias contra los ataques externos, una amenaza real nunca se materializó. El Ejército británico se utilizó en lugar de policías, como guardia de convictos en las instituciones penales, la lucha contra los bushranger, sofocando rebeliones de convictos, como la ocurrida en Bathurst en el año 1830 —y para suprimir la resistencia aborigen a la extensión de la colonización europea. Cabe destacar que los soldados británicos se vieron involucrados en la batalla de la Eureka Stockade en el año 1854 en las minas de oro de Victoria. Los miembros de los regimientos británicos estacionados en Australia también entraron en acción en la India, Afganistán, Nueva Zelanda y Sudán.
Durante los primeros años de asentamiento la defensa naval de Australia fue proporcionada por unidades separadas de la Royal Navy de la East Indies Station (Base Naval de las Indias Orientales), con sede en Sídney. Sin embargo, en el año 1859, fue establecida en Australia como un escuadrón separado bajo el mando de un comodoro, marcando la primera ocasión en que buques de la Armada Real habían sido estacionados permanentemente en Australia. La Royal Navy se mantuvo como la primera fuerza naval en aguas australianas hasta el año 1913, cuando la Australia Station (Base Naval de Australia) cesó y la responsabilidad fue entregada a la Royal Australian Navy; almacenes, astilleros y estructuras de la Royal Navy fueron dotadas al pueblo australiano.

### Guerra fronteriza, 1788–1930

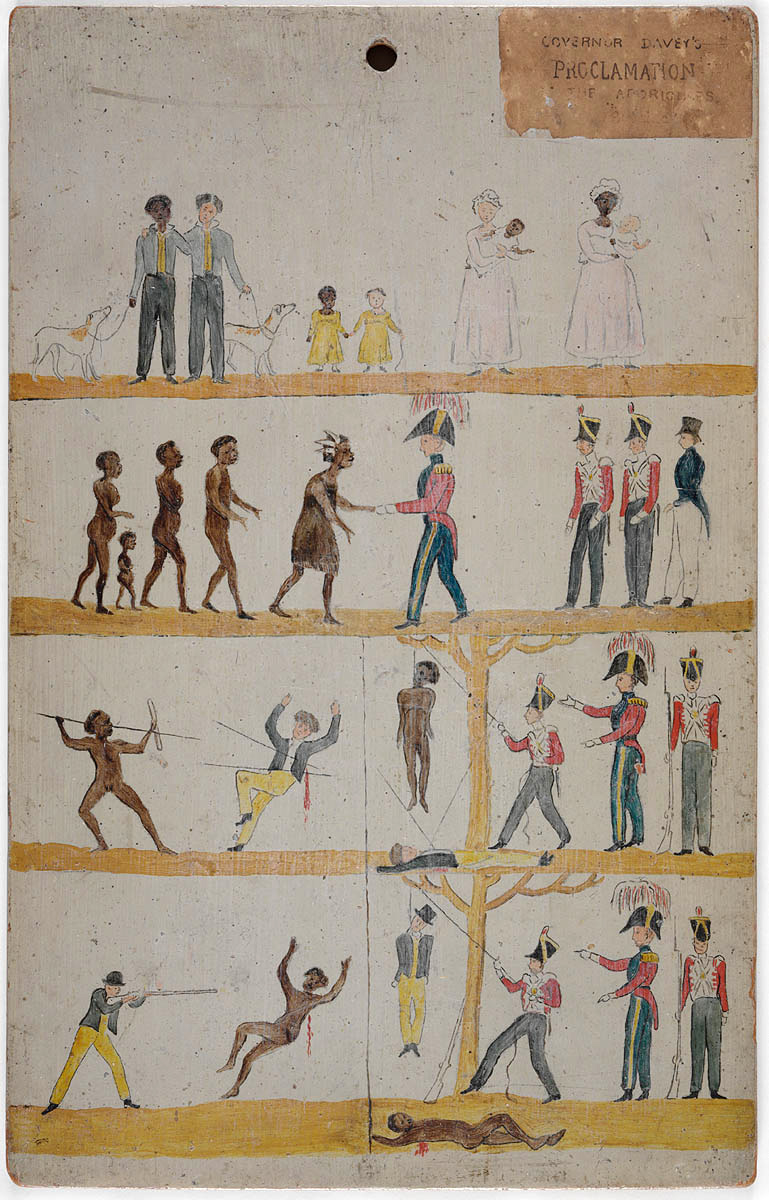
Cartel publicado en Tierra de Van Diemen durante la Guerra Negra que implica una política de amistad y justicia igual para los colonos blancos y los indígenas australianos. Tal política no existe en realidad en el momento.

Las reacciones de los habitantes nativos aborígenes a la repentina aparición de los colonos británicos en Australia fueron variadas, pero inevitablemente hostiles cuando la presencia de los colonos trajo consigo la competencia por los recursos y la ocupación de las tierras de los habitantes indígenas. Las enfermedades europeas diezmaron las poblaciones aborígenes y la ocupación o destrucción de las tierras y los recursos alimentarios llevaron en ocasiones a la inanición. Por lo general, ni los británicos ni los aborígenes se acercaron al conflicto en un sentido organizado y los enfrentamientos se produjeron entre grupos de colonos y las tribus individuales en lugar de una guerra sistemática. A veces, sin embargo, las guerras fronterizas vieron la participación de los soldados británicos y más tarde por unidades de la policía montada. No todos los grupos aborígenes se resistieron a la invasión blanca en sus tierras, ya que muchos aborígenes sirvieron en unidades de la policía montada y estuvieron involucrados en ataques contra otras tribus.
Los enfrentamientos entre los aborígenes y los europeos fueron localizados, ya que los primeros no formaban confederaciones capaces de ofrecer una resistencia sostenida. Como resultado no hubo una sola guerra, sino más bien una serie de compromisos violentos y masacres en todo el continente. Organizada o desorganizada sin embargo, un patrón de guerra de fronteriza surgió con el comienzo de la resistencia aborigen en el siglo XVIII y ha continuado hasta el siglo XX. Esta guerra contradice lo popular y lo académico, a veces como un "mito" de la solución pacífica de Australia. Frente a los colonos la resistencia aborigen a menudo reacciona con violencia, resultando en una serie de masacres indiscriminadas. Entre las más famosas figura la batalla de Pinjarra en Australia Occidental en el año 1834. Pero estos incidentes no fueron sancionados oficialmente, y después de la masacre de Myall Creek en Nueva Gales del Sur en el año 1838, siete europeos fueron ahorcados por su participación en los asesinatos. Sin embargo en Tasmania, en la llamada Guerra Negra, también conocida como Genocidio de Tasmania, que se libró entre el año 1828 y el año 1832, la intención era la de expulsar a la mayoría de los habitantes nativos de la isla a una serie de penínsulas aisladas. A pesar de que se inició con el fracaso de los británicos finalmente resultó con bajas considerables entre la población nativa y su rendición.
Sería inexacto, sin embargo, describir el conflicto como la faceta de una sola cara y, principalmente, perpetrado por los europeos sobre los aborígenes. Aunque murieron muchos más aborígenes que británicos, esto puede haber tenido más que ver con las ventajas tecnológicas y logísticas de las que disfrutaban los europeos. Las tácticas de los aborígenes eran variadas, pero se basaban principalmente en las prácticas preexistentes de caza y lucha mediante la utilización de lanzas, palos y otras armas primitivas. A diferencia de los pueblos indígenas de Nueva Zelanda y Norteamérica, los aborígenes principales no lograron adaptarse para afrontar el reto de los europeos. Aunque hubo algunos casos de individuos y grupos que adquirieron y utilizaron armas de fuego, esto no fue lo generalizado. Los aborígenes no suponían una amenaza militar seria para los colonos europeos, independientemente de la cantidad de temor que pudieran sentir los colonos. En ocasiones grandes grupos de aborígenes atacaron a los colonos en terreno abierto y produciéndose una batalla convencional, en la que los aborígenes intentaban utilizar en beneficio propio su superioridad numérica. Esto a veces podía resultar eficaz, describiendo un avance en formación de media luna en un intento de rebasar y rodear a sus oponentes a la espera de la primera ráfaga de disparos y lanzar sus lanzas mientras los colonos recargaban sus armas. Por lo general, sin embargo, la guerra abierta resultó ser más costosa para los aborígenes que para los europeos.
Fundamental para el éxito de los europeos fue el uso de armas de fuego. Sin embargo, las ventajas proporcionadas por las armas de fuego han sido a menudo exageradas. Antes de finales del siglo XIX, las armas de fuego eran a menudo engorrosos mosquetes: fusiles avancarga de ánima lisa de un solo disparo con mecanismo de chispa. Este tipo de armas produce un bajo índice de fuego, mientras que sufren de una alta tasa de fracaso y con solo una precisión a 50 metros (164,04 pies). Estas deficiencias pueden haber dado a los aborígenes una ventaja, ya que les permitían moverse en formación cerrada y atacar con lanzas o palos. Por el año 1850 avances significativos en las armas de fuego dieron a los europeos una clara ventaja, como el revólver Colt de seis tiros, el rifle Snider de retrocarga de un solo disparo y más tarde el fusil Martini-Henry con acción de palanca así como rifles de tiro rápido, como el rifle Winchester, cada vez más disponibles. Estas armas, cuando se utilizaban en campo abierto y se combinaban con la movilidad superior proporcionada por caballos para rodear y comprometer a los grupos de aborígenes, tuvo éxito a menudo. Los europeos también tuvieron que adaptar sus tácticas para luchar contra sus veloces enemigos, con frecuencia ocultos. Tácticas empleadas durante la noche incluían ataques por sorpresa, y posicionamiento de las fuerzas para conducir a los nativos por los acantilados u obligarlos a refugiarse en los ríos mientras eran atacados desde las dos orillas.

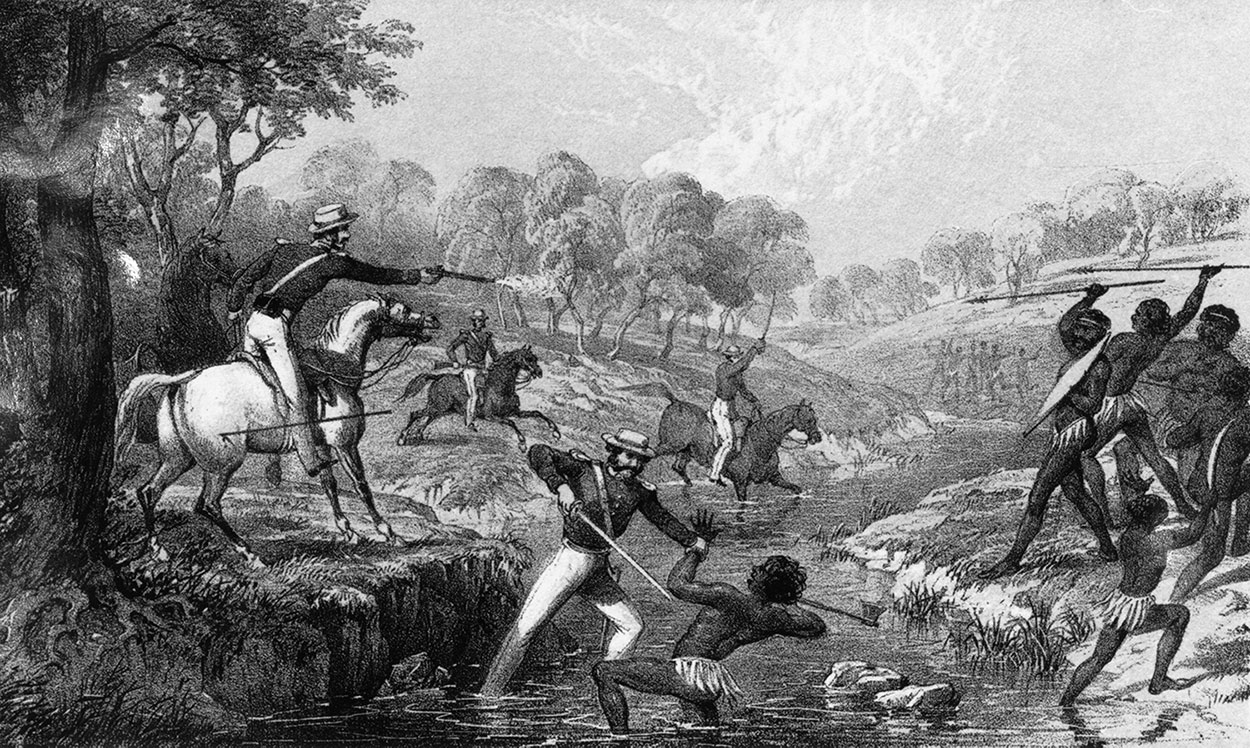
La policía montada atacando a los aborígenes durante la masacre de Slaughterhouse Creek (1838).

El conflicto se prolongó por más de 150 años y la cara de la batalla siguió el patrón del asentamiento británico en Australia. A partir de Nueva Gales del Sur, con la llegada de los europeos en mayo de 1788, continuó en Sídney y sus alrededores hasta la década de 1820. A medida que la frontera avanzaba hacia el oeste lo hacía también el conflicto, presionando en el interior de Nueva Gales del Sur en la década de 1840. En Tasmania, la lucha se remonta desde el año 1804 hasta la década de 1830, mientras que en Victoria y en la parte sur de Australia Meridional la mayor parte de la violencia tuvo lugar durante los años 1830 y 1840. En el suroeste de Australia Occidental experimentó la guerra desde el año 1829 hasta el año 1850. La guerra en Queensland se inició en el área alrededor de Brisbane en la década de 1840 y continuó hasta el año 1860, pasando al centro de Queensland en las décadas de 1850 y 1860, y luego en el norte de Queensland desde el año 1860 hasta el año 1900. En Australia Occidental, la violencia se trasladó al norte de la colonización europea se trasladó al norte, llegando a la región de Kimberley en el año 1880, con enfrentamientos violentos que continuaron hasta la década de 1920. En el Territorio del Norte el conflicto duró incluso más aún, sobre todo en el centro de Australia, continuando a partir del año 1880 hasta la década de 1930. Una estimación de las bajas colocan las muertes de europeos en 2.500, mientras se cree que perecieron al menos 20.000 aborígenes. Mucho más devastador, sin embargo, fue el efecto de las enfermedades que redujeron considerablemente la población indígena a principios del siglo XX, hecho que también puede haber limitado su capacidad para resistir la invasión.

### Guerras de Nueva Zelanda, 1861–1864

#### Guerra Taranaki

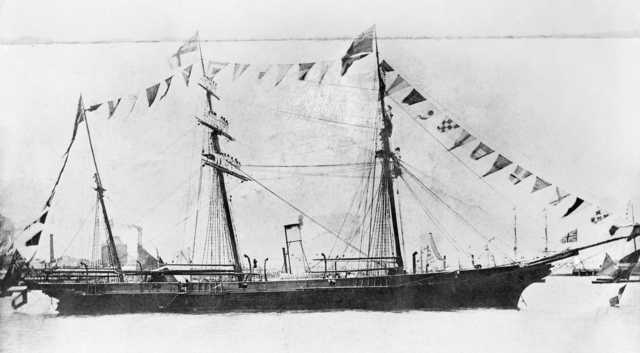
El HMCSS Victoria en 1867.

En el año 1861 el buque Victoriano HMVS  Victoria fue enviado a ayudar al gobierno colonial de Nueva Zelanda en su guerra contra el pueblo maorí de la región de Taranaki. El navío Victoria se utilizó posteriormente para las tareas de vigilancia y apoyo logístico, aunque cierto número de personas participaron en las acciones contra las fortificaciones maoríes. Un marinero murió de una herida de bala accidental durante el despliegue.

#### Invasión de Waikato
A finales del año 1863, el gobierno de Nueva Zelandia pidió tropas para ayudar en la invasión de la provincia de Waikato en contra de los maoríes. Con asentamientos prometidos en las tierras confiscadas más de 2.500 australianos (de los cuales más de la mitad eran de Victoria) fueron reclutados para formar cuatro Regimientos de Waikato. Otros exploradores australianos se convirtieron en una Compañía de Guardas Forestales. A pesar de experimentar condiciones difíciles, los australianos no estaban muy involucrados en la batalla, y fueron empleados principalmente para patrullar y en servicios de guarnición. Los australianos estuvieron involucrados en las acciones de Matarikoriko, Pukekohe East, Titi Hill, Orakau y en Te Ranga. Menos de 20 se cree que murieron en la acción. El conflicto terminó en el año 1864, y los Regimientos de Waikato se disolvieron en el año 1867. Sin embargo, muchos de los soldados que habían elegido reclamar las tierras de cultivo después del cese de las hostilidades habían llegado a los pueblos y ciudades a finales de la década, mientras que otros muchos regresaron a Australia.

### Fuerzas militares coloniales, 1870–1901

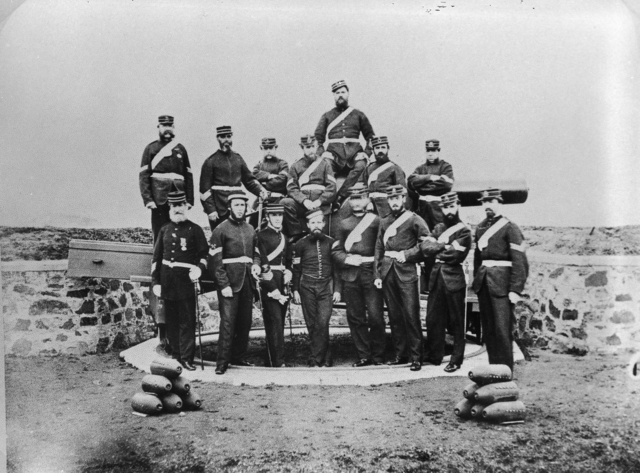
Miembros de artillería de los Voluntarios Hobart Town en agosto de 1869.

Del año 1870 al año 1901, cada uno de los seis gobiernos coloniales era responsable de su propia defensa. Las colonias habían adquirido sus propios gobiernos responsables entre los años 1855 y 1890, y mientras que la Colonial Office en Londres retuvo el control de algunos asuntos, el gobernador de cada colonia debía levantar su propia milicia colonial. Para hacer esto, se les concedió la autoridad de la Corona británica para constituir fuerzas militares y navales. Al principio estos eran milicias en apoyo de regulares británicos, pero cuando el apoyo militar a las colonias terminaron en el año 1870, las colonias asumieron sus propias responsabilidades de defensa. Las fuerzas coloniales militares incluyeron milicia voluntaria no remunerada, soldados ciudadanos a sueldo y un pequeño componente permanente. Ellos estaban compuestos principalmente por la infantería, la caballería y la infantería montada, y no fueron ni acuartelados ni sujetos una disciplina militar total. Incluso después de reformas significativas, incluidas en los años de 1870, para abarcar la extensión de las fuerzas permanentes para incorporar ingenieros y unidades de artillería, seguían siendo demasiado pequeñas y desequilibradas para poder ser considerados como ejércitos en el sentido moderno. En el año 1885 las fuerzas contaban con 21.000 hombres. A pesar de que no podían ser obligados a servir en el extranjero, muchos voluntarios posteriormente entraron en acción en un cierto número de conflictos del Imperio Británico durante el siglo XIX, para aumentar con las colonias los contingentes que servián en Sudán, África del Sur y China.
A pesar de una reputación de inferioridad colonial, muchas de las unidades en la zonas levantadas fueron sumamente organizadas, disciplinadas, profesionales y bien entrenadas. Durante este período, las defensas en Australia giraron principalmente alrededor de la defensa estática por la infantería combinada y la artillería, basada en fortalezas costeras. Sin embargo, en la década de 1890, la mejora de las comunicaciones ferroviarias entre la parte continental y las colonias del este, llevó al general de división James Edwards, que había terminado recientemente una encuesta sobre las fuerzas militares coloniales, a la creencia de que las colonias podían ser defendidos por la rápida movilización de las brigadas de infantería. Como consecuencia de ello abogó por una reestructuración de las defensa y los acuerdos de defensa que se harían entre las colonias. Edwards abogó por unas fuerzas coloniales federadas y la profesionalidad de las unidades, obligadas a servir en cualquier parte del Pacífico Sur, en reemplazo de las fuerzas voluntarias. Estos puntos de vista estaban apoyados por el influyente comandante de Nueva Gales del Sur, el general de división Edward Hutton, sin embargo las sospechas de las colonias más pequeñas hacia Nueva Gales del Sur y Victoria ahogó la propuesta. A pesar de estas reformas pendientes sin resolver, las cuestiones de defensa se impulsaron cada vez más el debate sobre la federación política de las colonias.
Con la excepción de Australia Occidental, en las colonias también funcionaron sus armadas. En el año 1856, Victoria recibió su propio buque de guerra, el HMCSS  Victoria, y su despliegue en Nueva Zelanda en el año 1860 durante la primera guerra de Taranaki, marcó la primera ocasión en que un buque de guerra australiano había sido desplegado en el extranjero. Las marinas de guerra coloniales se ampliaron en gran medida a mediados de la década de 1880 y consististieron en una serie de barcos de guerra y torpederos para la defensa de puertos y ríos, así como brigadas navales para equipar los buques y fortalezas. Victoria se convirtió en la más poderosa de todas las marinas coloniales, con el acorazado HMVS Cerberus en servicio desde 1870, así como el buque de guerra de vapor y vela HMS Nelson en calidad de préstamo de la Royal Navy, tres cañoneras y cinco pequeños torpederos. Nueva Gales del Sur formó una brigada de la Marina en el año 1863 y por el cambio de siglo tuvo dos pequeños torpederos y una corbeta. La Fuerza de Defensa Marítima de Queensland fue fundada en el año 1885, mientras que el sur de Australia operaba una sola nave, el, HMCS Protector. Tasmania tenía también un pequeño cuerpo de torpederos, mientras que solo las defensas navales de Australia Occidental incluía la Artillería Naval de Fremantle. Personal naval de Nueva Gales del Sur y Victoria participaron en el Levantamiento de los bóxers en China en el año 1900, mientras que el HMCS Protector fue enviado a Australia del Sur, pero no entró en acción alguna. Las colonias separadas mantuvieron el control sobre sus fuerzas militares y navales hasta su Federación en el año 1901, cuando se fusionaron y se colocaron bajo el control de la nueva Australia.

### Sudán, 1885

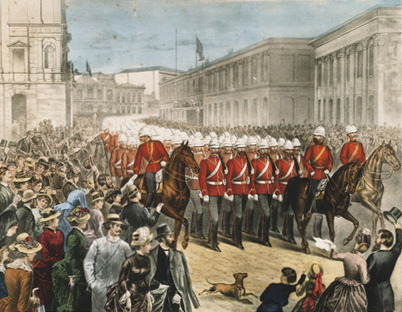
Salida del contingente de Nueva Gales del Sur, 1885.

Durante los primeros años de la década de 1880, un régimen egipcio en Sudán, apoyado por los británicos, se vio amenazado por la rebelión que lideraba el nativo Muhammad Ahmad (o Ahmed), conocido como el Mahdi por sus seguidores. En el año 1883, como parte de la guerra del Mahdi, los egipcios enviaron un ejército para hacer frente a la revuelta, pero fueron derrotados y se enfrentaron a una difícil campaña para evacuación de sus fuerzas. Los británicos dieron instrucciones a los egipcios de abandonar Sudán, y enviaron al general Charles Gordon para coordinar la evacuación, pero este fue asesinado en enero del año 1885. Cuando la noticia de su muerte llegó a Nueva Gales del Sur, en febrero del año 1885, el gobierno ofreció enviar fuerzas y cubrir los gastos del contingente. El contingente de Nueva Gales del Sur consistía en un batallón de infantería de 522 hombres y 24 oficiales y una batería de artillería de 212 hombres que salió de Sídney el 3 de marzo de 1885.
El contingente llegó a Suakin el 29 de marzo y se unió a la brigada, que consistía en los Granaderos y Coldstream Guards escoceses. Posteriormente, marcharon hacia Tamai en dos grandes formaciones en "cuadro" compuestas en total por 10.000 hombres. Al llegar al pueblo, quemaron las chozas y volvieron a Suakin: tres australianos sufrieron heridas leves en los enfrentamientos, mientras que las fuerzas británicas sufrieron 214 bajas entre muertos y heridos por los 4.000 muertos de sus enemigos. La mayor parte del contingente fue enviado a trabajar en una línea de ferrocarril que se estaba establecido a través del desierto hacia Berber, en el Nilo. Los australianos fueron asignados para labores de vigilancia, pero pronto se planteó la creación de un Cuerpo de Camellos y 50 hombres se ofrecieron voluntarios. Se montó un reconocimiento en Takdul el 6 de mayo y participaron activamente en una escaramuza en la que más de 100 árabes resultaron muertos o capturados. El 15 de mayo hicieron una incursión por última vez para enterrar a los muertos que murieron en los enfrentamientos del mes de marzo anterior. La artillería se posicionó preparado en Handoub por un mes, pero pronto se reincorporó al campamento en Suakin.
El gobierno británico decidió que la campaña en Sudán no valía la pena el esfuerzo requerido y dejó una guarnición en Suakin. El contingente de Nueva Gales del Sur partió a casa el 17 de mayo, llegando a Sídney el 19 de junio del año 1885. Aproximadamente 770 fueron los australianos que sirvieron en Sudán; nueve fallecieron por causa de enfermedad durante el viaje de ida y vuelta mientras que tres de ellos habían resultado heridos durante la campaña.

### Segunda guerra de los Bóer, 1899–1910

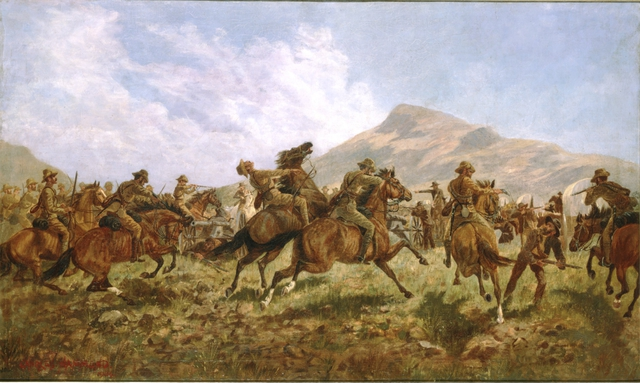
Australianos y neozelandeses en Klerksdorp, 24 de marzo de 1901, de Charles Hammond.

La invasión británica en las áreas de Sudáfrica ya resueltos por los bóeres afrikáneres y la competencia por recursos y tierras que se desarrolló entre ellos abocó, como consecuencia, en Segunda Guerra de los Bóer en el año 1899. Adelantándose al despliegue de las fuerzas británicas, las Repúblicas afrikáneres del Estado Libre de Orange y la República de Transvaal bajo la presidencia de Paul Kruger declararon la guerra el 11 de octubre de 1899, atacando con profundidad en los territorios británicos en las Colonias de Natal y la del Cabo. Tras el estallido de la guerra, los planes para el envío de una fuerza combinada de Australia se determinó posteriormente, por un lado la Oficina de Guerra Británica y cada uno de los seis gobiernos coloniales enviaron contingentes separados para servir con formaciones británicas; dos escuadrones cada uno de 125 hombres de Nueva Gales del Sur y Victoria, y uno las otras colonias. Las primeras tropas llegaron al lugar tres semanas más tarde, con los Lanceros de Nueva Gales del Sur, que habían estado entrenando en Inglaterra antes de la guerra, se apresuraron a ser desviados a Sudáfrica. El 22 de noviembre los lanceros fueron atacados por primera vez cerca de Belmont, y posteriormente obligaron a los atacantes a retirarse después de infligirles bajas significativas.
Tras una serie de pequeñas victorias, los británicos sufrieron un importante revés en la llamada Semana Negra entre el 10 y el 17 de diciembre de 1899, aunque ninguna unidad australiana estuvo involucrada. Los primeros contingentes de infantería de Victoria, Australia del Sur, Australia Occidental y Tasmania llegaron a Ciudad del Cabo el 26 de noviembre y fueron designados Regimientos Australianos a las órdenes del coronel John Charles Hoad. Con la necesidad de una mayor movilidad pronto se convirtió en una Infantería montada. Otras unidades de Queensland y Nueva Gales del Sur llegaron en diciembre y pronto se vieron comprometidos en el frente. Las primeras bajas se produjeron poco después en Sunnyside el 1 de enero del año 1900, después de que 250 soldados de la Infantería montada de Queensland y una columna de canadienses, de artillería británica atacaron un laager bóer en Belmont. Tropas de David McLeod y Jones Víctor fueron asesinadas cuando su patrulla se enfrentaron con los centinelas bóeres en el frente. De todos modos, los bóeres fueron sorprendidos y durante dos horas de intensos combates, más de 50 fueron muertos y otros 40 hechos prisioneros. Quinientos soldados de Queensland y Lanceros de Nueva Gales del Sur participaron posteriormente en el Sitio de Kimberley en febrero de 1900.
Pese a los serios reveses en Colenso, Stormberg, Magersfontein y Spion Kop en enero y con Ladysmith todavía en estado de sitio, los británicos montaron cinco secciones en una contra invasión del Estado Libre de Orange en febrero. La fuerza de ataque incluía una División de caballería al mando del teniente general John French con los Lanceros de Nueva Gales del Sur, la Infantería montada de Queensland y Nueva Gales del Sur y el Cuerpo Médico adjunto del Ejército. En primer lugar, Kimberley fue aliviada después de las batallas de Río Modder y Magersfontein y de que los bóeres se retirasen derrotados en Paardeberg, y con los Rifles Montados de Nueva Gales del Sur localizando al general de los bóeres, Piet Cronje. Los británicos entraron en Bloemfontein el 13 de marzo del año 1900, mientras que Ladysmith se sintió aliviada también. La enfermedad comenzó a pasar factura y murieron decenas de hombres. No obstante el avance continuó con la unidad de Pretoria en mayo que incluía más de 3000 australianos. Johannesburgo cayó el 30 de mayo, y los bóeres se retiraron de Pretoria el 3 de junio. Los Rifles Montados de Nueva Gales del Sur y los australianos occidentales vieron la acción de nuevo en Diamond Hill el 12 de junio. Mafeking fue relevado el 17 de mayo Los británicos entraron Bloemfontein el 13 de marzo de 1900, mientras que en Ladysmith se sintió aliviado. La enfermedad comenzó a pasar factura y murieron decenas de hombres. No obstante el avance continuado, con la unidad de Pretoria en mayo que incluye más de 3000 australianos. Johannesburgo cayó el 30 de mayo, y los bóeres se retiraron de Pretoria el 3 de junio. La Nueva Gales del Sur rifles montados y los australianos occidental vio la acción de nuevo en Diamond Hill el 12 de junio. Mafikeng fue aliviada el 17 de mayo.

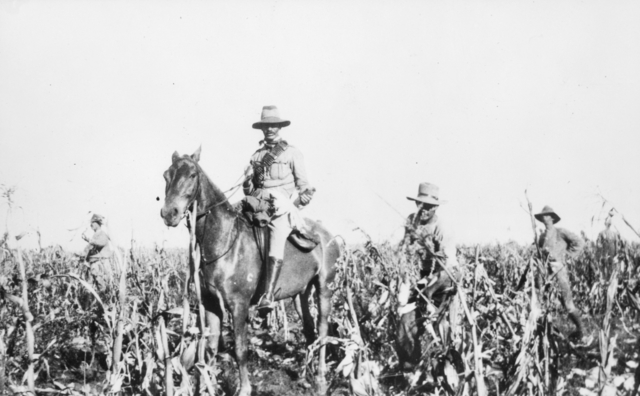
Tropas del Primer Batallón, de la Commonwealth australiana, a caballo en Transvaal, 1902

Aun después de la derrota de las Repúblicas afrikáneres, los bóeres continuaron con su oposición, formando pequeñas unidades de comando llevando a cabo una campaña de guerra de guerrillas con el fin de perturbar los movimientos de las tropas británicas y las líneas de suministro. Esta nueva fase de la resistencia llevó a fomentar el reclutamiento entre las colonias de Australia y el aumento de los contingentes bosquimanos con estos soldados que, usualmente, solían ser voluntarios montados a caballo y con habilidad disparando, pero con poca experiencia militar. Después de la federación en el año 1901, ocho batallones de la Australian Commonwealth Horse del recién creado Ejército australiano también fueron enviados a Sudáfrica, a pesar de que se vieron implicados poco antes de que la lucha tocara a su fin. Más tarde algunos australianos se unieron a las unidades irregulares locales de Sudáfrica, en lugar de regresar a casa después del alta. Estos soldados formaban parte del Ejército británico y fueron sometidos a la disciplina militar británica. Estas unidades incluyeron los Bushveldt Carbineers, que ganaron notoriedad como la unidad en la que Harry "Breaker" Morant y Peter Handcock habían servido antes del consejo de guerra al que fueron sometidos y su ejecución por crímenes de guerra s.
Con la guerrilla necesitada de suministros, Koos de la Rey dirigió una fuerza de 3.000 bóeres contra Brakfontein, en el río Elands al oeste de Transvaal. El puesto ocupaba una gran cantidad de tiendas y estaba defendido por 300 australianos y 200 rodesianos. El ataque comenzó el 4 de agosto de 1900, con un intenso fuego de artillería causando 32 víctimas. Durante la noche. los defensores atrincherados soportaron bombardeos y disparos de fusilería. Una fuerza de socorro fue detenida por los bóeres, mientras que una segunda columna volvió sobre sus pasos creyendo que el puesto ya había sido relevado. El asedio duró 11 días, durante los cuales más de 1800 proyectiles fueron disparados contra el puesto. Después de que las llamadas a la rendición fueran ignoradas por los defensores, y no dispuestos a arriesgarse en un ataque frontal, los bóeres finalmente se retiraron. El sitio de Elands River fue uno de los principales logros de los australianos durante la guerra, con el puesto siendo liberado finalmente el 16 de agosto.
En respuesta, los británicos adoptaron tácticas de contrainsurgencia, incluyendo las políticas de tierra quemada lo que implicaba la quema de casas y cultivos, el establecimiento de campos de concentración para mujeres y niños bóeres, y un sistema de casas de madera y obstáculos sobre el terreno para limitar la movilidad de los bóer y para proteger las comunicaciones ferroviarias. Estas medidas requirieron gastos considerables que suscitaron mucho resentimiento contra los británicos, pero enseguida dieron sus frutos. A mediados del año 1901 la mayor parte de la lucha había terminado y las unidades montadas británicas cabalgaban durante la noche para atacar granjas o campamentos de los bóeres para abrumarlos con fuerzas superiores. Indicativo de la guerra en los últimos meses de 1901, los Rifles Montados de Nueva Gales del Sur viajaron durante 1,814 millas (2,92 km) y participaron en 13 combates, matando a 27 bóeres, hiriendo a 15, y la captura de 196 contra la pérdida de cinco muertos y 19 heridos. Otras actuaciones notables australianas incluyen Slingersfontein, Hill Pink, Rhenosterkop y Hartbeesfontein.
Los australianos, sin embargo, no siempre tuvieron éxito, sufriendo una serie de fuertes pérdidas a finales de la guerra. El 12 de junio de 1901 el [[Rifle Montados de [Victoria|5º de Rifles Montados de Victoria]] sufrió bajas de 19 muertos y 42 heridos en Wilmansrust, cerca de Middleburg después de que un fallo de seguridad permitiese que una fuerza de 150 bóeres los cogiera por sorpresa. El 30 de octubre de 1901 Victorianos del Scottish Horse Regiment de Escocia también sufrieron fuertes bajas en Gun Hill, a pesar de que 60 bóeres también murieron en el enfrentamiento. Mientras tanto, en Suriname el 4 de enero de 1902, el 5.º Queensland Imperial Bushmen sufrió las bajas de 13 muertos y 17 heridos.
Sin embargo los bóeres acabaron siendo derrotados y la guerra terminó el 31 de mayo de 1902. En total 16 175 australianos habrían servido en el sur de África, y quizá otros 10 000 individuos se alistaron en unidades imperiales; las víctimas incluyeron 251 muertos en combate, 267 muertes por enfermedad y 43 desaparecidos en acción. Seis australianos fueron condecorados con la Cruz Victoria.

### Rebelión Bóxer, 1900–1901

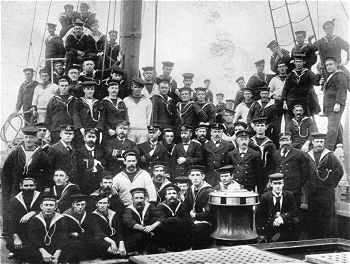
Tripulación del HMCS Protector’ en 1900.

La rebelión Bóxer en China, en el año 1900, una serie de países occidentales, entre ellos potencias europeas, de los Estados Unidos y de Japón, pronto enviaron sus fuerzas como parte de las Fuerzas de Campo en China para proteger sus intereses. En junio el gobierno británico solicitó permiso de las colonias de Australia para enviar barcos de la escuadra australiana a China. Las colonias también se ofrecieron para prestar más ayuda, pero como la mayoría de sus tropas estaban todavía en el sur de África, tuvieron que recurrir a las fuerzas navales buscando mano de obra. La fuerza envió una embarcación modesta, con Gran Bretaña aceptando 200 hombres de Victoria, 260 de Nueva Gales del Sur y el barco australiano HMS Protector, a las órdenes del capitán William Creswell. La mayor parte de estas fuerzas se componían de las brigadas de reservistas navales que habían sido entrenados en el manejo de buques y soldados para cumplir un papel en la defensa costera.
Los contingentes de Nueva Gales del Sur y Victoria zarparon de China el 8 de agosto del año 1900. Al llegar a Tientsin los australianos proporcionaron 300 hombres de una fuerza multinacional de 8.000 efectivos encargados de la captura de los fuertes chinos en Pei Tang, que dominaban un ferrocarril clave. Llegaron demasiado tarde para tomar parte en la batalla, pero se vieron involucrados en el ataque a la fortaleza de Pao-ting Fu, donde se pensaba que el gobierno chino había encontrado asilo después que Beijing fuese capturado por las fuerzas occidentales. Los victorianos se unieron a una fuerza de 7.500 hombres en una marcha de diez días hasta la fortaleza una vez más, sólo para encontrarse con que ya se había rendido. Los victorianos hicieron de guarnición en Tientsin y el contingente de Nueva Gales del Sur emprendió servicios de guarnición en Pekín. El HMS Protector fue utilizado sobre todo para labores de reconocimiento, transporte y mensajería en el golfo de Chihli, antes de partir en noviembre.
Las brigadas navales se mantuvieron allí durante el invierno, realizando, infelizmente, tareas de vigilancia y protección, así como el trabajo con los ferroviarios y los bomberos. Se fueron de China en marzo del año 1901, habiendo tenido sólo un papel menor en una ofensiva con pocas expediciones de castigo y en la restauración del orden civil. Seis australianos murieron a causa de enfermedades y lesiones, pero no como resultado de la acción bélica.

## Fuerzas militares australianas en Federación, 1901

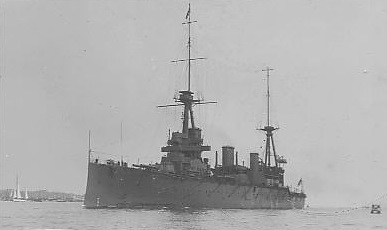
El crucero de batalla HMAS Australia.

La Commonwealth de Australia cobró existencia el 1 de enero del año 1901 como resultado de la federación de las colonias australianas. En el marco de la Constitución de Australia, la responsabilidad de la defensa residía ahora en el nuevo gobierno federal. La coordinación de todos esfuerzos defensivos de cara a los intereses del Imperio Alemán en el Océano Pacífico fue una de las fuerzas impulsoras detrás del federalismo, y como resultado el Departamento de Defensa pasó a existir de inmediato, mientras que las Fuerzas Militares de la Commonwealth Military (precursoras tempranas del Ejército australiano) y la Royal Australian Navy no tardaron en ser instituidas también.
El Ejército australiano entró en vigor el 1 de marzo del año 1901 y todas las fuerzas coloniales, incluyendo aquellos que aún permanecían en el sur de África, se convirtió en parte de la nueva fuerza. 28.923 soldados coloniales, entre ellos 1.457 soldados profesionales, 18.603 milicianos pagados y 8.863 voluntarios no remunerados, fueron trasladados posteriormente. Las unidades individuales seguían siendo administradas bajo las varias leyes coloniales hasta la Ley de Defensa de 1903 incorporó a todas las unidades en una sola legislación. Esta ley también impide la elevación de las unidades de infantería de pie y se especificó que las milicias no podían ser utilizados en conflictos laborales o de servicio fuera de Australia. Sin embargo la mayoría de los soldados permanecieron en las unidades de la milicia, conocida como el Ejército de Reserva de Australia (CMF). El general de división Sir Edward Hutton, un excomandante de las Fuerzas Militares de Nueva Gales del Sur, posteriormente se convirtió en el primer comandante de las Fuerzas de la Commonwealth el 26 de diciembre y se puso a trabajar en la elaboración de una estructura integrada para el nuevo Ejército. En el año 1911, a raíz de un informe de Lord Kitchener del Real Colegio Militar, Duntroon fue establecido, al igual que un sistema universal de servicio nacional.
Antes de la federación cada colonia autónoma había operado su propia fuerza naval. Estos navíos eran pequeños y carecían de capacidad de operar en mar abierto, obligando a las colonias separadas a subsidiar el costo de un escuadrón naval británico en sus aguas durante décadas. Las colonias mantuvieron el control sobre sus respectivas Armadas hasta el 1 de marzo del año 1901, cuando la Mancomunidad de la Fuerza Naval fue creada. Esta nueva fuerza también carecía de barcos capaces de navegar en "aguas profundas" en mar abierto, y en última instancia dio lugar a un cambio en la política naval de Australia. En el año 1909 el primer ministro Alfred Deakin, mientras asistía a la Conferencia Imperial de Londres, buscó con el Gobierno del Reino Unido un acuerdo para poner fin al sistema de subsidios y desarrollar una marina de guerra australiana. El Almirantazgo rechazó estos planteamientos, sugiriendo en cambio que bastaría con una pequeña flota de destructores y submarinos. Deakin no se dejó impresionar, y había invitado a la Gran Flota Blanca de América para que visitara la región de Australia en el año 1908. Esta visita había disparado el entusiasmo público por una flota moderna y, en parte, llevó a encargar dos naves del tipo torpederos destructores de 750 toneladas. El aumento en la construcción naval alemana llevó al Almirantazgo a cambiar su posición, pero la Royal Australian Navy se formó posteriormente, en 1911, absorbiendo la Comunidad de la Fuerza Naval. El 4 de octubre del año 1913 la nueva flota a vapor pasó a través de Sydney Heads, que estaba compuesta por el crucero de batalla HMAS Australia, tres cruceros ligeros, y tres destructores, mientras que varios otros buques todavía estaban en construcción.
Como consecuencia de ello la Marina entró en la Primera Guerra Mundial como una fuerza formidable.
El Cuerpo de Vuelo de Australia se estableció como parte del Ejército en el año 1912, y se separó posteriormente en el año 1921 para formar la Real Fuerza Aérea Australiana, por lo que es la segunda más antigua de la fuerza aérea en el mundo. No obstante, las distintas ramas de los servicios no estaban vinculadas a una sola cadena de mando y, sin embargo, cada una sí lo estaba a sus respectivos ministros y tuvieron distintas disposiciones administrativas y departamentos gubernamentales.

## Primera Guerra Mundial, 1914–1918

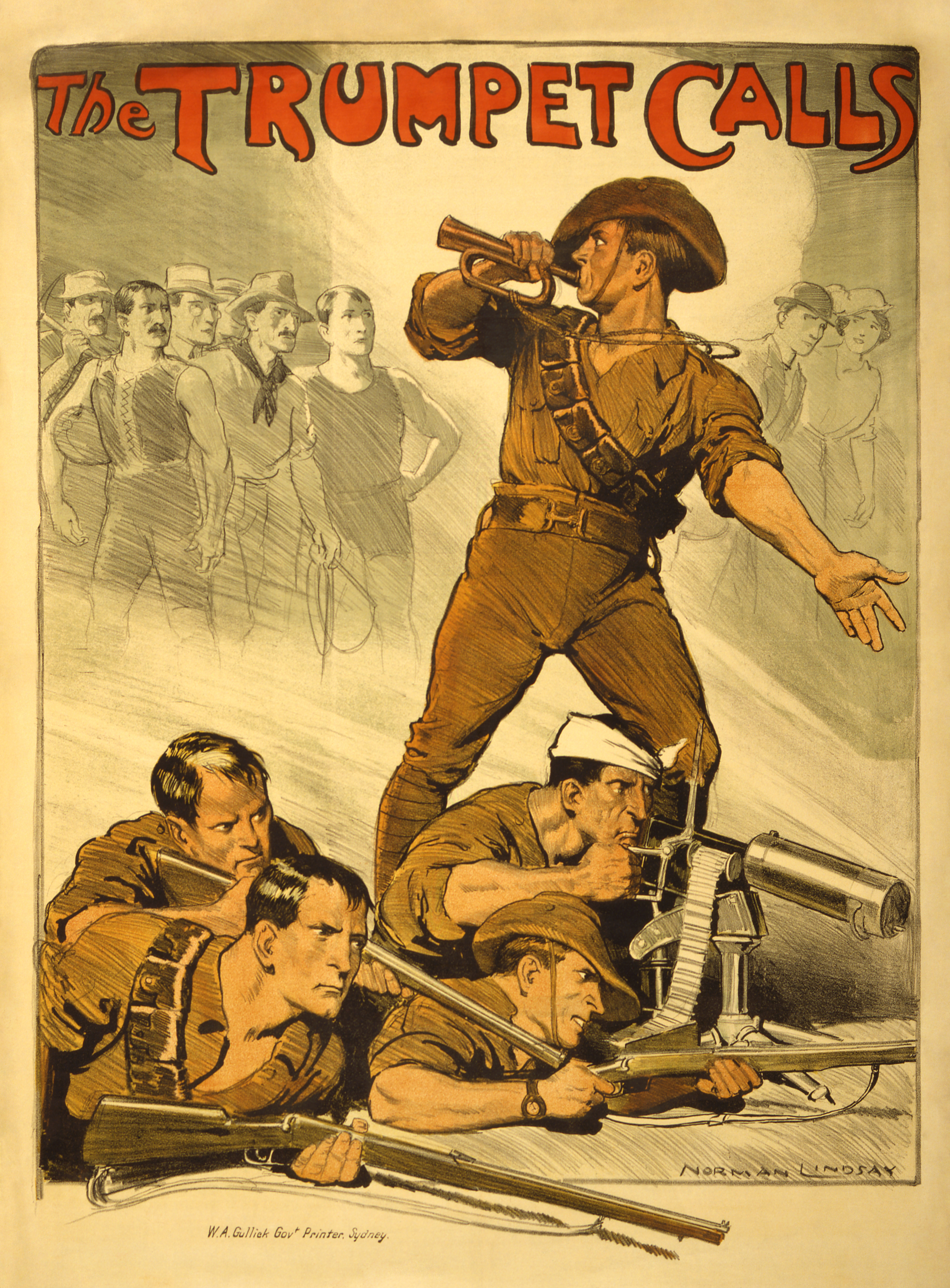
Póster australiano llamando al reclutamiento, 1914–1918.

Cuando Gran Bretaña declaró la guerra a Alemania en el inicio de la Primera Guerra Mundial, el gobierno australiano rápidamente siguió el ejemplo, con el primer ministro Joseph Cook declarando el 5 de agosto del año 1914 que «[...] cuando el imperio está en guerra, también lo está Australia» y reflejando así el sentimiento de muchos australianos de que cualquier declaración de guerra de Gran Bretaña incluye automáticamente a Australia. Esto se debió en parte al gran número de ciudadanos de origen británico y la primera generación de anglo-australianos que componían la población de Australia en ese momento. De hecho, al final de la guerra, casi el 20% de aquellos que sirvieron en las fuerzas australianas habían nacido en Gran Bretaña.
Como las fuerzas de las milicias existentes fueron incapaces de servir en el extranjero conforme a las disposiciones de la Ley de Defensa del año 1903, completamente voluntario, se formó el cuerpo expedicionario conocido como la Fuerza Imperial de Australia (FIA) empezando el reclutamiento el 10 de agosto del año 1914. El gobierno se comprometió con 20.000 hombres, organizados en una división de infantería y una brigada de caballería ligera como apoyo de las unidades. El reclutamiento y la organización se orientaron principalmente hacia las regiones y se llevaron a cabo en los planes de movilización elaborados en el año 1912. El primer comandante fue el general William Bridges, quien asumió el mando de la 1.ª División. A lo largo del curso del conflicto los esfuerzos de Australia se centraron principalmente en la guerra terrestre, aunque pequeñas fuerzas aéreas y navales también se comprometieron.

### Ocupación de la Nueva Guinea Alemana
Tras el estallido de la guerra las fuerzas australianas se movilizaron rápidamente para reducir la amenaza que planteaba para la navegación la proximidad de las colonias de Alemania en el Pacífico. Una fuerza voluntaria de 2.000 hombres de fuerza independiente de la FIA, y que consistía en un batallón de infantería y 500 reservistas navales y ex-marineros, conocida como la Australia Naval y Fuerza Expedicionaria Militar (AN&MEF), se formó rápidamente bajo el mando del coronel William Holmes. Los objetivos de la fuerza fueron las estaciones inalámbricas en Yap en las Islas Carolinas, Nauru y en Rabaul de Nueva Guinea alemana. La fuerza llegó a Rabaul el 11 de septiembre del año 1914 y la ocupó el día siguiente, ya que solo encontró una breve resistencia de los defensores alemanes y nativos durante la lucha en Bita Paka y Toma. La Nueva Guinea Alemana se rindió el 17 de septiembre del año 1914. Las pérdidas de Australia fueron bajas incluyendo seis muertos durante los combates, pero se vieron agravadas por la misteriosa pérdida del submarino AE1 con 35 hombres a bordo.

### Gallipoli
La FIA partió en barco en un solo convoy de Albany el 1 de noviembre del año 1914. Durante el viaje uno de los escoltas navales del convoy —el HMAS Sydney— participó y destruyó el crucero alemán SMS Emden en la Batalla de Cocos el 8 de noviembre, en la primera acción del estilo buque contra buque que implicaba a la Royal Australian Navy. Aunque en un principio con destino a Inglaterra para someterse a una formación continua y para su empleo en el Frente Occidental, los australianos fueron enviados posteriormente a la parte de Egipto controlada por los británicos con el fin de adelantarse a cualquier ataque de Turquía en contra de la importancia estratégica del Canal de Suez con el fin de abrir otro frente en contra de la Potencias Centrales.

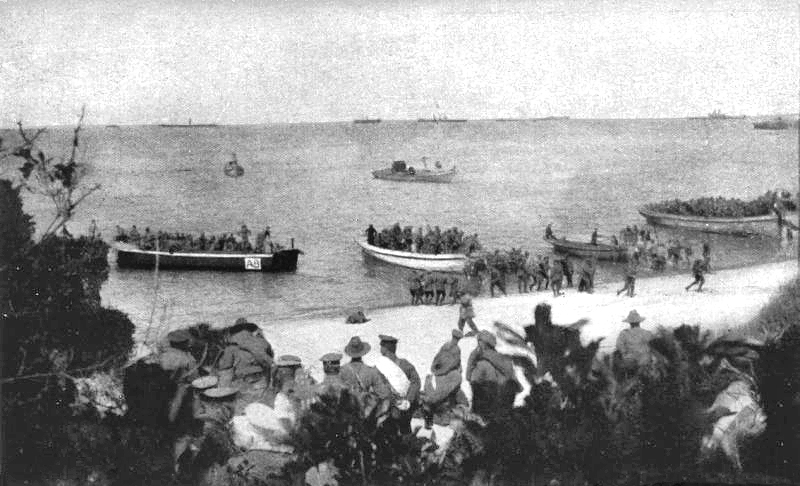
Desembarco de tropas australianas en Gallipoli

Con el objetivo de golpear Turquía fuera de la guerra, los británicos decidieron entonces llevar a cabo un desembarco en Gallipoli, y tras un período de formación y reorganización los australianos se incluyeron entre las fuerzas británicas, indias y francesas comprometidas con la campaña. El Cuerpo de Ejército de Australia y Nueva Zelanda (ANZAC) combinado —comandado por el general británico William Birdwood— llegaron posteriormente a la península de Gallipoli, el 25 de abril del año 1915. A pesar de la promesa de transformar la guerra en un éxito, la Campaña de Gallipoli fue mal concebida y, finalmente, duró ocho meses de estancamiento con sangre, sin lograr sus objetivos. Australian casualties totalled 26,111, including 8,141 killed.
Para los australianos y neozelandeses la campaña de Gallípoli llegó a simbolizar un hito importante en la aparición de los dos países como actores independientes en el escenario mundial y en el desarrollo de un sentido de identidad nacional. Hoy en día la fecha del desembarco inicial del 25 de abril se conoce como Día del Anzac en Australia y Nueva Zelanda, y cada año miles de personas se reúnen en los memoriales de ambas naciones y de hecho, en Turquía, en honor a la valentía y el sacrificio del Anzacs original, y de todos aquellos que han perdido su vida en la guerra.

### Egipto y Palestina
Después de la retirada de Gallipoli, los australianos volvieron a Egipto y la AIF se sometió a una importante expansión. En el año 1916 la infantería empezó a trasladarse a Francia, mientras que las unidades de caballería se quedaron en el Medio Oriente para luchar contra los turcos. Las tropas australianas de la División Montada Anzac y División Montada Australia entraron en acción en todas las grandes batallas de la Campaña del Sinaí y Palestina, jugando un papel fundamental en la lucha contra las tropas turcas que amenazaban el control británico de Egipto. Los australianos combatieron por primera vez el durante la campaña de Senussi en el desierto de Libia y el Valle del Nilo, durante el cual el éxito de las fuerzas británicas dejó la primitivo secta pro-turca islámica con muchas bajas. La División Montada Anzac posteriormente vivió una acción considerable en la Batalla de Romani contra los turcos entre los días 3 y 5 de agosto del año 1916, obligando a estos a retirarse. Después de esta victoria, las fuerzas británicas se lanzaron a la ofensiva en la península del Sinaí, aunque el ritmo de avance se regía por la rapidez con la que podría hacerlo el ferrocarril y el acueducto construidos. Rafah fue capturado el 9 de enero del año 1917, mientras que la última de las pequeñas guarniciones turcas en el Sinaí fue eliminada en febrero. Unidades de la caballería ligera fueron utilizadas posteriormente para ayudar a sofocar una revuelta nacionalista en Egipto en el año 1919 y lo hicieron con eficiencia y brutalidad, aunque sufrieron un considerable número de víctimas mortales en el proceso.
Mientras tanto el Cuerpo Aéreo de Australia (AFC) había sido objeto de un desarrollo notable, y su independencia como una fuerza nacional independiente era único entre los Dominios británicos. Con el despliegue de sólo una sola aeronave de Nueva Guinea Alemana en 1914, la primera operación de vuelo no se produjo, sin embargo, hasta 27 de mayo del año 1915, cuando el Mesopotamian Half Flight fue llamado para ayudar en la protección de los intereses petroleros británicos en Irak. La AFC se expandió pronto y cuatro escuadrones entraron en acción más tarde en Egipto, Palestina y en el frente occidental, donde tuvieron un buen desempeño.

### Frente Occidental
Cinco divisiones de infantería de la FIA entraron en acción en Francia y Bélgica, saliendo de Egipto en marzo del año 1916. El Primer Cuerpo ANZAC tomó posteriormente posiciones en un tranquilo sector en el sur de Armentières el 7 de abril del año 1916 y durante los próximos dos años y medio la FIA participó en la mayoría de las grandes batallas en el frente occidental, ganando una reputación formidable. Aunque a salvo desde el primer día de la desastrosa Batalla del Somme, en cuestión de semanas cuatro Divisiones australianas se vieron implicadas. La 5 ª División, situada en el flanco izquierdo, fue la primera en entrar en acción durante la batalla de Fromelles el 19 de julio del año 1916, sufriendo 5.533 bajas en un solo día. La 1.ª División entró en la línea el 23 de julio, atacando Pozières, y con el tiempo se sintieron aliviados por la 2.ª División el 27 de julio, ya que habían sufrido 5.286 bajas. Mouquet Granja fue atacada en el mes de agosto, con un total de víctimas de 6.300 víctimas hombres.
En marzo del año 1917, las divisiones de 2.ª y 5.ª persiguieron a los alemanes a través de la Línea Hindenburg, capturando la ciudad de Bapaume. El 11 de abril la 4.ª División asalta la Línea Hindenburg en la desastrosa Primera Batalla de Bullecourt, con la pérdida de más de 3.000 heridos y 1.170 prisioneros. El 15 de abril la 1.ª y 2.ª Divisiones fueron contraatacadas cerca de Lagnicourt y se vieron obligados a abandonar la ciudad, antes de volver a capturarla de nuevo. La 2.ª División tomó a continuación parte en la Segunda Batalla de Bullecourt, a partir del día 3 del mes de mayo, y tuvo éxito en la toma de varias secciones de la Línea Hindenburg y en mantenerlas hasta su relevo por la 1.ª División. Finalmente el 7 de mayo la 5.ª División relevó a la 1.ª, permaneciendo en la línea hasta que la batalla terminó a mediados de mayo. Estos esfuerzos combinados supusieron 7.482 bajas para Australia.
El 7 de junio del año 1917, el Segundo Cuerpo Anzac, junto con dos cuerpos británicos, lanzaron una operación en Flandes con el fin de eliminar un destacamento al sur de Ypres. El ataque comenzó con la detonación de un millón de libras (454.545 kilogramos) de explosivos que habían sido colocados debajo de la cresta Messines, causando la destrucción de las trincheras alemanas. El avance se realizó virtualmente sin oposición, y a pesar de fuertes contraataques alemanes al día siguiente, lo logrRON. Víctimas australianas durante la batalla de Messines, incluyeron casi 6.800 hombres. A continuación el Primer Cuerpo Anzac tomó parte en Bélgica en la batalla de Passchendaele en el marco de la campaña para capturar la meseta Gheluvelt, entre septiembre y noviembre del año 1917. Acciones individuales se llevaron a cabo en Menin Road, Polygon Wood, Broodseinde, Poelcappelle y Passchendaele y en el curso de ocho semanas de lucha los australianos sufrieron 38.000 bajas.
El 21 de marzo de 1918 el Ejército alemán lanzó su ofensiva de primavera en un último esfuerzo para ganar la guerra, enviando sesenta y tres divisiones a lo largo de más de 70 millas (112,65 km) por el frente. Mientras los aliados retrocedían, las divisiones 3.ª y 4.ª fueron trasladadas al sur de Amiens en el Somme. La ofensiva se prolongó durante los próximos cinco meses y las cinco Divisiones de la FIA en Francia estaban involucradas en el intento de detener la marea. A finales de mayo los alemanes habían avanzado hasta 50 millas (80,47 km) de París. Durante este tiempo, los australianos lucharon en Dernacourt, Morlancourt, Villers-Bretonneux, Hangard Wood, Hazebrouck y Hamel.

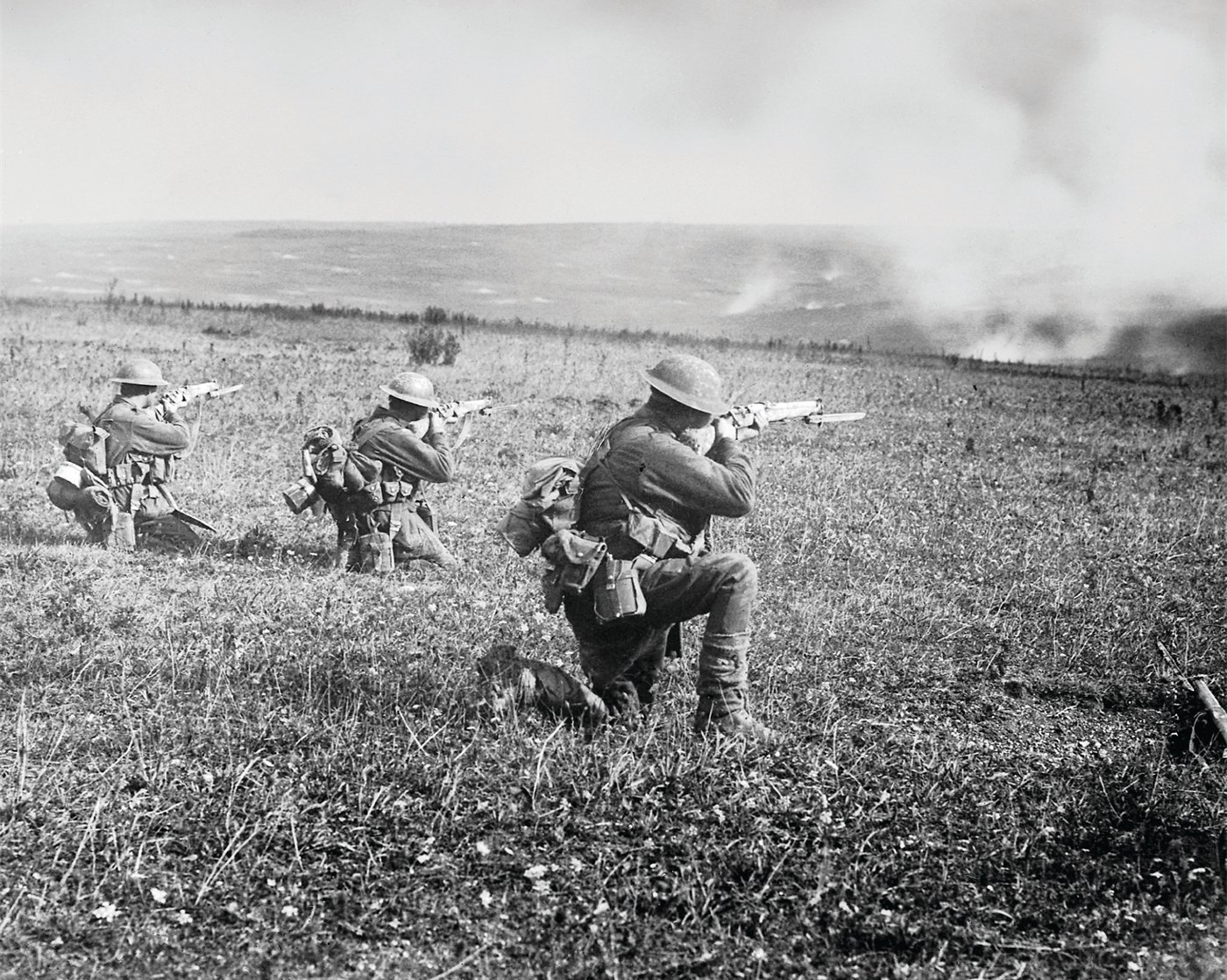
Soldados del 45.º batallón en la batalla del canal de San Quintín en septiembre de 1918.

La ofensiva alemana se detuvo en el terreno a mediados del mes de julio seguido de un breve período de calma durante el cual los australianos realizaron una serie de redadas mediante penetraciones pacíficas. Los aliados, antes de lanzar su propia Ofensiva de los Cien Días, en última instancia, para poner fin a la guerra. A partir del 8 de agosto del año 1918 la ofensiva incluyó cuatro divisiones australianas golpeando en Amiens. Utilizando las técnicas desarrolladas de armas combinadas utilizadas anteriormente en Hamel, logrando ganancias significativas en lo que se conoce como el "Día Negro" del Ejército alemán. La ofensiva continuó durante cuatro meses, y durante la Segunda Batalla de Somme el Cuerpo de Australia luchó en acciones en Lihons, Etinehem, Proyart, Chuignes, y Mont St Quentin, antes de su compromiso final de la guerra el 5 de octubre de 1918 en Montbrehain. La FIA fue posteriormente sacada de las líneas cuando el armisticio se declaró el 11 de noviembre del año 1918.
En total, 416.806 australianos fueron reclutados durante la guerra y sirvieron en el extranjero unos 333.000. 61.508 murieron y otros 155.000 resultaron heridos (una tasa total de bajas del 65%). El costo financiero para el gobierno de Australia se calculó en £376.993.052. Al cambio del año 1918 unas 726.088.682 pesetas.
 Dos referéndums fueron realizados durante la guerra sobre la Conscripción la preservación del estatus de voluntario de la fuerza australiana siendo rechazados, pero se extendió la reserva de mano de obra disponible, sobre todo hacia el final de los combates. En consecuencia, Australia sigue siendo uno de los dos ejércitos en ambos lados de no recurrir a la conscripción durante la guerra.
La guerra también tuvo un efecto profundo en la sociedad australiana de varias maneras. De hecho, para muchos australianos la participación de la nación es vista como un símbolo de su aparición como actor internacional, mientras que muchas de las nociones de carácter y nacionalidad australiana que existen en la actualidad tienen su origen en la guerra. 64 australianos fueron galardonados con la Cruz de la Victoria durante la Primera Guerra Mundial.

## Años entreguerras

### Guerra civil de Rusia, 1918–1919

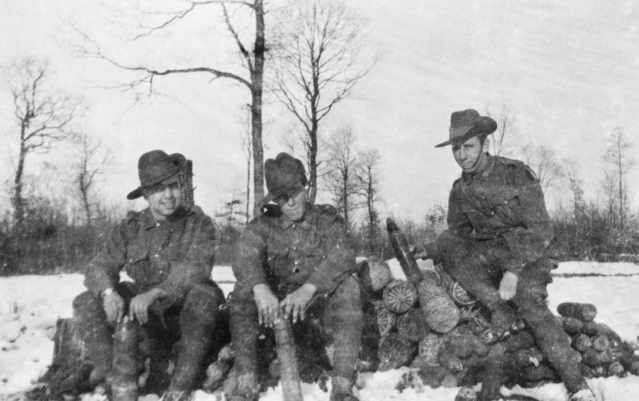
Australian soldiers from NRRF in Russia, 1919.

La guerra civil rusa comenzó después de que el gobierno provisional ruso se derrumbase y el Partido bolchevique asumiese el poder en octubre del año 1917. Tras el final de la Primera Guerra Mundial, las potencias occidentales, incluyendo Gran Bretaña, intervinieron dando un apoyo poco entusiasta a los pro-zaristas, y a las fuerzas antibolcheviques de los "Rusos blancos". Aunque el gobierno australiano se negó a comprometer sus fuerzas, muchos australianos que servían en el Ejército británico llegaron a estar implicados en la lucha. Una pequeña cantidad desempeñaron funciones como asesores de las unidades "rusas blancas" en la Fuerza Expedicionaria del Norte de Rusia (NREF). En espera de su repatriación hacia Inglaterra cerca de 150 australianos se alistaron posteriormente en la Fuerza de Socorro del Norte de Rusia (NRRF) británica, en la que vieron involucrados en una serie de duras batallas y varios fueron asesinados.
El destructor de la Armada Real Australiana HMS Swan, estuvo también brevemente comprometido, llevando a cabo una misión de recopilación de información en el Mar Negro a finales del año 1918. El resto de los australianos se desempeñaron como asesores de la Misión Militar Británica en la Asamblea del General "Ruso blanco", Antón Denikin en el sur de Rusia, mientras que varios más aconsejaban al Almirante Aleksandr Kolchak en Siberia. Más tarde, también actuaron en Mesopotamia, como parte de las misiones de Dunsterforce y Malleson, aunque estas misiones tenían como objetivo impedir el acceso de Turquía al Medio Oriente eIndia, entrando poco en combate.
Aunque las motivaciones de los australianos que se ofrecieron como voluntarios para luchar en Rusia solo puede adivinarse, parece improbable que haya sido política. De todos modos se confirmó la reputación de audacia y coraje, ganando las dos únicas Cruz de la Victoria de la campaña en tierra, a pesar de su escaso número. Sin embargo la participación australiana pasó prácticamente inadvertida en su tierra en ese momento, no influyendo en el resultado de la guerra. El total de bajas incluyeron 10 muertos y 40 heridos, la mayoría de las muertes por enfermedad, durante las operaciones en Mesopotamia.

### Guerra civil española, 1936–1939
Un pequeño número de voluntarios australianos lucharon en ambos lados en la guerra civil española, a pesar de que principalmente el apoyo extuvo en la República española a través de las Brigadas Internacionales. Los australianos fueron asignados posteriormente a los batallones de otras nacionalidades, en lugar de formar sus propias unidades. La mayoría eran radicales motivados por razones ideológicas, mientras que un número eran españoles nacidos de padres emigrantes que regresaron a luchar en su país de origen. Por lo menos 65 voluntarios australianos lucharon en el bando republicano, mientras Nugent Bull, un conservador católico que más tarde cayó en servicio con la RAF durante la Segunda Guerra Mundial, luchó con las fuerzas nacionalistas del General Francisco Franco. Si bien fue una causa célebre para la izquierda australiana -en particular para el Partido Comunista de Australia y el sindicato de su movimiento- la guerra no lo fue para despertar el interés del público en particular, manteniendo la neutralidad del gobierno. La oposición de Australia a la causa republicana fue comandada por B. A. Santamaria sobre una base anticomunista, en lugar de una base pronacionalista. Igualmente, a pesar de derecho individual australianos del ala derecha pudieron haber servido con los rebeldes nacionalistas, que no recibieron el apoyo del público. El servicio en una fuerza armada extranjera era ilegal en ese momento, sin embargo, como el gobierno no recibió ningún informe de los australianos que viajaron a España para alistarse, no se tomaron medidas. Por lo tanto los veteranos que regresaron no fueron reconocidos por el gobierno ni por los servicios del RSL. Aunque el número de voluntarios de Australia fue relativamente pequeño en comparación con los de otros países, por lo menos 14 fueron asesinados.

## Segunda Guerra Mundial, 1939–1945

### Europa y Oriente Medio

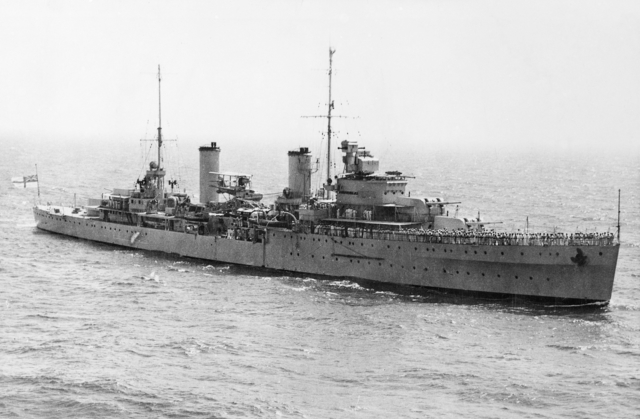
El crucero ligero HMAS Sydney en 1940.

Australia entró en la Segunda Guerra Mundial, el 3 de septiembre del año 1939. En este momento los militares australianos eran escasos y no estaban preparados para la guerra. El reclutamiento de una Segunda Fuerza Imperial Australiana (2AIF) comenzó a mediados del mes de septiembre. Aunque no hubo avalancha de voluntarios como sucedió en la Primera Guerra Mundial, una alta proporción de hombres australianos en edad militar se habían alistado a mediados del año 1940. Cuatro divisiones de infantería se formaron durante los años 1939 y 1940, tres de los cuales fueron enviados a Oriente Medio. Los recursos de la Real Fuerza Aérea Australiana (RAAF) fueron inicialmente dedicados principalmente a los aviadores de capacitación para el servicio con las fuerzas del aire de la Commonwealth a través del Plan de Formación de la Commonwealt Británica del Aire (BCATP), a través de los cuales casi 28.000 australianos se formaron durante la guerra.
Los primeros compromisos del Ejército australiano en la guerra fueron, principalmente, en contra de las fuerzas italianas en el Mediterráneo y África del Norte. Durante el año 1940, el crucero ligero Sydney y cinco viejos destructores (apodados la 'Flotilla de la chatarra de hierro' por el ministro de Propaganda nazi Joseph Goebbels, un título que fue aceptado con orgullo por los buques) participaron en una serie de operaciones como parte de la Flota del Mediterráneo, hundiendo varios buques de guerra italianos. El Ejército vio por primera vez la acción en enero del año 1941, cuando la 6.ª División formó parte de las fuerzas de la Commonwealth durante la Operación Compass. La División asaltó y capturó Bardia el 5 de enero y Tobruk el 22 de enero, con decenas de miles de soldados italianos se rindiéndose en las dos ciudades. La 6.ª División participó en la persecución del ejército italiano y capturó Bengasi el 4 de febrero. A finales del mes de febrero fue retirada del servicio en Grecia siendo reemplazada por la 9.ª División.

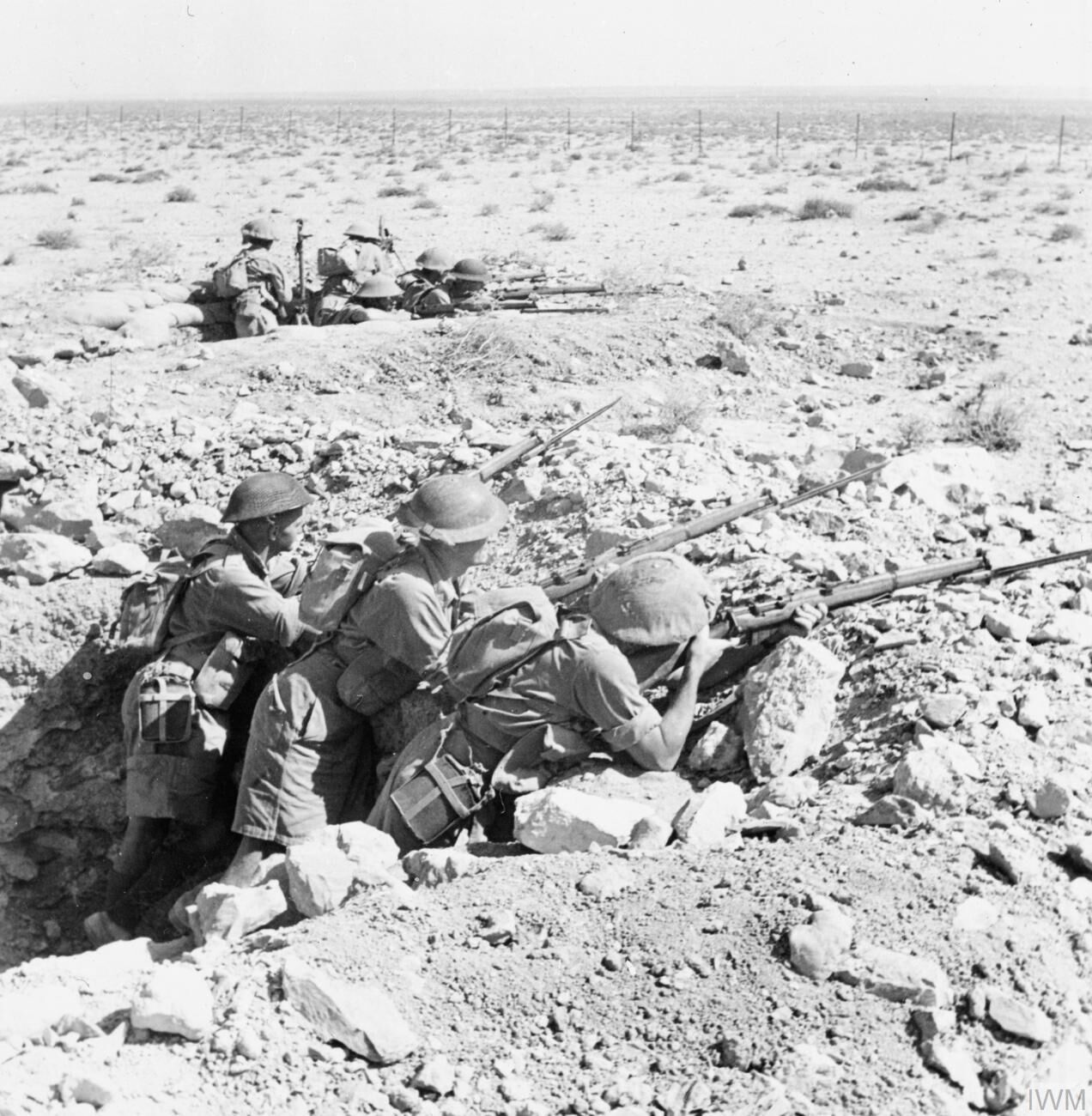
Soldados australianos en Tobruk.

Las fuerzas australianas en el Mediterráneo soportaron una serie de campañas durante el año 1941. Durante el mes de abril la 6.ª División, con otros elementos del Primer Cuerpo y varios buques de guerra australianos, formaban parte de la fuerza aliada, que intentó sin éxito defender Grecia de la invasión alemana durante la Batalla de Grecia. Al final de esta campaña la 6.ª División fue trasladada a Egipto y Creta. La fuerza en Creta luchó posteriormente en el mes de mayo en la batalla de Creta, que terminó con la derrota de los aliados. Más de 5.000 australianos fueron capturados en estas campañas, y la 6.ª División requirió un largo período de reconstrucción antes de que volviera a lista para el combate. Los alemanes y los italianos también pasaron a la ofensiva en el norte de África a finales del mes de marzo y llevó a la fuerza de la Commonwealth existente de nuevo cerca de la frontera con Egipto. La 9.ª División y una brigada de la 7.ª División estaban sitiadas en Tobruk, defendiendo con éxito la ciudad portuaria hasta que fueron reemplazados por unidades británicas en el mes de octubre. Durante el mes de junio el cuerpo principal de la 7.ª División, una brigada de la 6.ª División y el Primer Cuerpo del Cuartel General participaron en la Campaña Siria-Líbano Campaña contra la Francia de Vichy. La resistencia fue más fuerte de lo esperado y los australianos se vieron involucrados en la mayoría de los combates y soportando la mayoría de las víctimas antes de que los franceses capitulasen a principios del mes de julio.
La mayoría de las unidades de Australia en el Mediterráneo volvieron a Australia a principios del año 1942, tras el estallido de la guerra del Pacífico. La 9.ª División fue la unidad más grande en permanecer en Oriente Medio, y desempeñó un papel clave en la Primera Batalla de El Alamein en el mes de junio y en la Segunda Batalla de El Alamein en el mes de octubre de. La División volvió a Australia a principios del año 1943, pero varios escuadrones de buques de guerra de la RAAF y de la Real Armada de Australia (RAN) tomaron parte en la posterior Campaña de Túnez y en la Campaña de Italia a partir del año 1943 y hasta el final de la guerra.

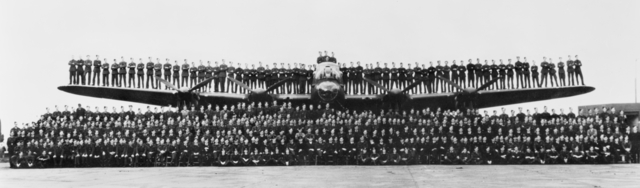
Miembros del Escuadrón N.º 460 de la RAAF y del bombardero Lancaster G for George en agosto de 1943.

El papel de la RAAF en la ofensiva aérea estratégica en Europa forman la principal contribución de Australia a la derrota de Alemania. Alrededor de 13.000 aviadores australianos sirvieron en docenas de escuadrones británicos y cinco en el Mando de Bombardeo de la RAF sufriendo fuertes pérdidas durante las redadas en las ciudades alemanas y objetivos en Francia. Las tripulaciones de Australia en el Comando de Bombarderos tuvo una de las más altas tasas de bajas que cualquier otra parte de las fuerzas armadas de Australia durante la Segunda Guerra Mundial, sumando casi el 20 por ciento de todas las muertes en combate de las fuerzas de Australia; 3.486 murieron y cientos más fueron hechos prisioneros. Aviadores australianos en escuadrones de bombarderos ligeros de combate también participaron en la liberación de Europa Occidental entre los años 1944 y 1945 y dos escuadrones de la RAAF de patrulla marítima sirvieron en la Batalla del Atlántico.

### Asia y el Pacífico

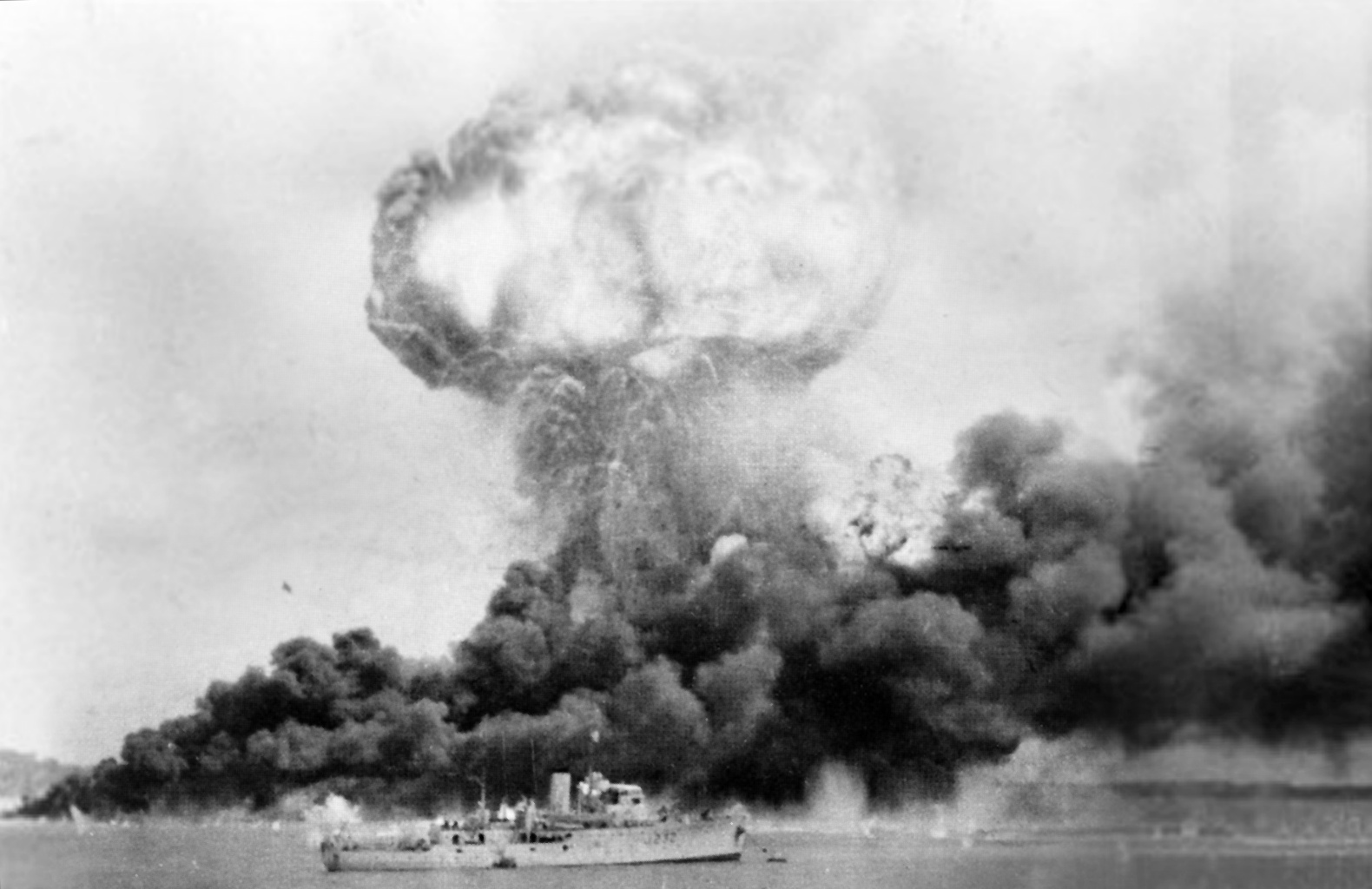
Darwin bombeado en 1942.

Desde la década de 1920 el pensamiento de la defensa de Australia fue dominado por la denominada 'Estrategia de Singapur'. Esta estrategia consistía en la construcción y defensa de una importante base naval en Singapur de la que una gran flota británica respondería a la agresión japonesa en la región. Para ello una alta proporción de las fuerzas australianas en Asia se concentraron en Malasia durante los años 1940 y 1941 como respuesta al aumento de la amenaza de Japón. Sin embargo, como resultado del énfasis en la cooperación con Gran Bretaña, relativamente pocas unidades militares australianas habían sido retenidas en Australia y en la región del Asia-Pacífico. Se tomaron medidas para mejorar las defensas de Australia cuando la guerra con Japón se alzaba en el año 1941, pero estas resultaron insuficientes. En diciembre del año 1941 el Ejército de Australia contaba en el Pacífico con la 8.ª División, separada en cuatro grupos, la mayoría de los cuales estaban estacionados en Malasia, y ocho Divisiones parcialmente entrenadas y equipadas en Australia. La RAAF estaba equipada con 373 aeronaves, la mayoría de las cuales eran de entrenamiento obsoletas, y la RAN tenía tres cruceros y dos destructores en aguas australianas.
Los militares australianos sufrieron una serie de derrotas en los primeros meses de la guerra del Pacífico. La 8.ª División, y los escuadrones de la RAAF en Malasia, eran una pieza clave de las fuerzas de la Commonwealth que fue incapaz de detener una fuerza más pequeña de invasión japonesa, que desembarcó el 7 de diciembre. La fuerza de la Commonwealth se retiró a Singapur a finales del mes de enero, pero se vio obligado a rendirse el 15 de febrero, después de que los japoneses capturaran gran parte de la isla. Pequeñas fuerzas australianas también fueron derrotadas a principios del año 1942 en la batalla de Rabaul, la batalla de Ambon, la batalla de Timor y la batalla de Java. La ciudad australiana de Darwin fue bombardeada por los japoneses el 19 de febrero, para evitar que fuera utilizado como una base aliada. Más de 22.000 australianos fueron tomados prisioneros a principios del año 1942, soportando las duras condiciones del cautiverio japonés. Los prisioneros fueron sometidos a la desnutrición, se les negó tratamiento médico y con frecuencia fueron golpeados y asesinados por los guardias. Como resultado de esto 8.296 prisioneros australianos murieron en cautividad.
La rápida derrota de los aliados en el Pacífico causó el temor en muchos australianos de que los japoneses invadiesen el continente australiano. Mientras que elementos de la Armada Imperial Japonesa lo habían propuesto a principios del año 1942, se juzgó que era imposible por parte del Cuartel General Imperial japonés, que en su lugar adoptó una estrategia para aislar a Australia de los Estados Unidos mediante la captura de Nueva Guinea, Islas Salomón, Fiyi, Samoa y Nueva Caledonia. Este hecho no era conocido por los aliados de la época, y las fuerzas armadas de Australia se ampliaron en gran medida para enfrentar la amenaza de una invasión. Un gran número de unidades del Ejército de Estados Unidos y Fuerzas Aéreas del Ejército llegaron a Australia a principios del año 1942, y el Ejército australiano se colocó bajo el mando del general Douglas MacArthur en el mes de marzo.

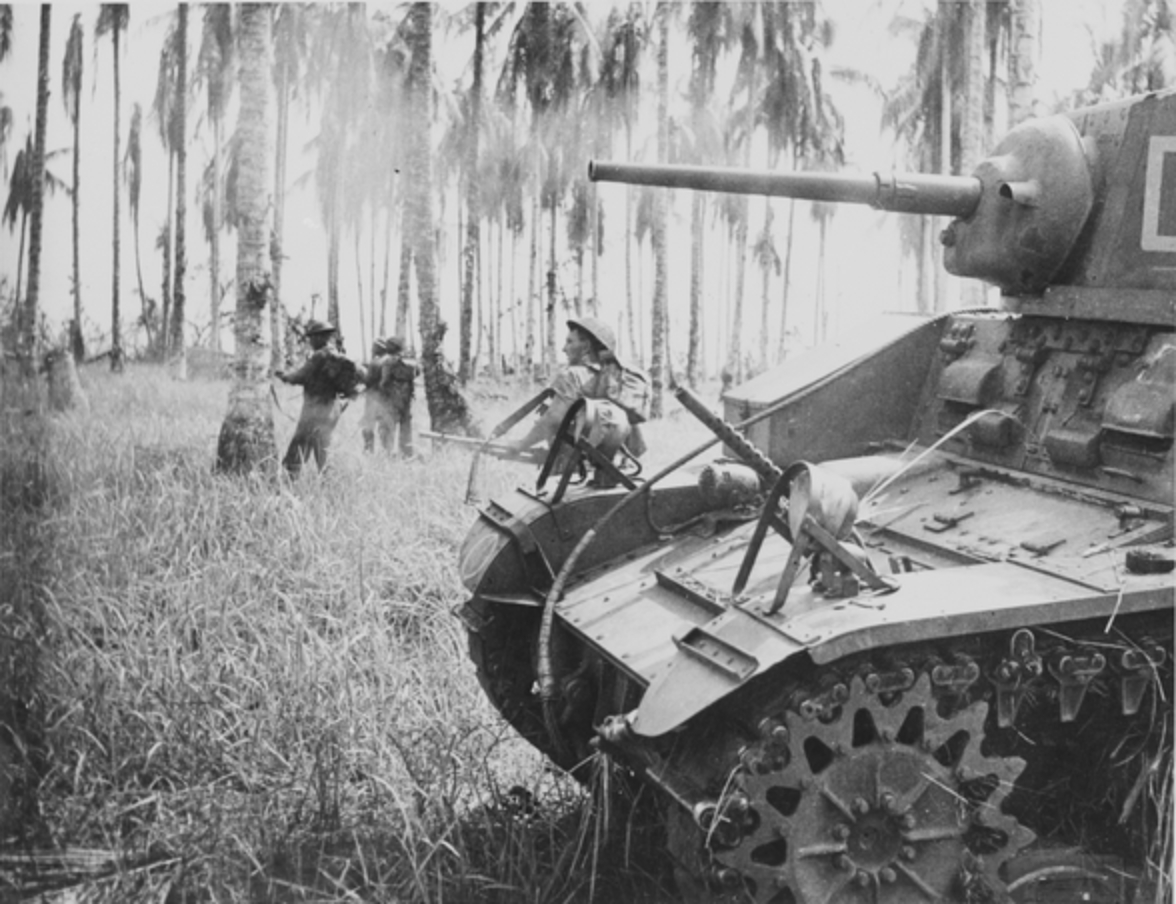
La infantería y tanques australianos durante el asalto final sobre Buna.

Los australianos jugaron un papel central en la Campaña de Nueva Guinea durante los años 1942 y 1943. Después de un intento de desembarcar tropas en Port Moresby fueron derrotados en la batalla del Mar de Coral, y los japoneses trataron de capturar la ciudad de importancia estratégica con el avance por tierra a través de la Cordillera Owen Stanley y de la bahía Milne Bay. Las unidades del Ejército de Australia derrotó estas ofensivas en la Campaña del camino de Kokoda y en la Batalla de Milne Bay con el apoyo de la RAAF y la USAAF. Australianos y unidades del Ejército de EE. UU. asaltaron y capturaron posteriormente las bases japonesas en la costa norte de Papúa en la reñida batalla de Buna-Gona. El Ejército australiano también derrotó un intento japonés de capturar la ciudad de Wau en enero del año 194, pasando a la ofensiva en l Campaña Salamaua-Lae en el mes de abril. A finales del año 1943 las Divisiones de 7.ª y 9.ª desempeñaron un papel importante en la Operación Cartwheel, cuando llegaron al este y al oeste de Lae y aseguraron la península de Huon en la Campaña de la Península de Huon y la Campaña Finisterre Range.
El continente australiano fue atacado en los años 1942 y 1943. Submarinos japoneses operaron en Australia de mayo a agosto del año 1942 y de enero a junio del año 1943. Estos ataques trataron de cortar las líneas de suministro aliadas entre Australia y los EE. UU. y entre Australia y Nueva Guinea, pero no tuvieron éxito. Aviones japoneses también llevaron a cabo ataques aéreos contra las bases aliadas en el norte de Australia, que se utilizaban como base para la Campaña de la Zona Noroeste contra las posiciones japonesas en las Indias Orientales Neerlandesas (NEI).

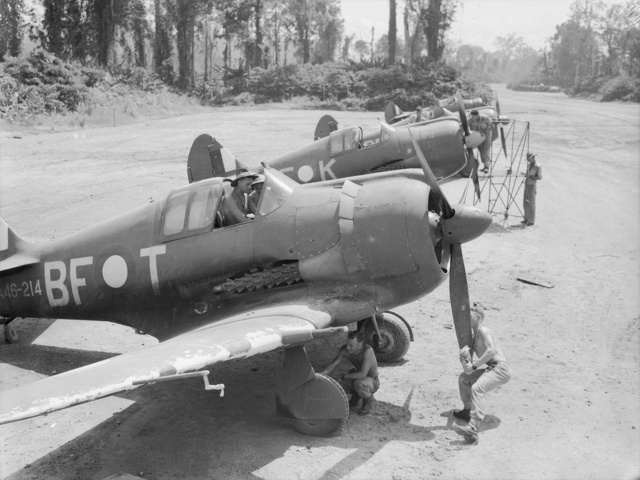
Diseño australiano de la aeronave CAC Boomerang en Bougainville a principios de 1945.

El papel de Australia en la guerra del Pacífico se redujo en el año 1944. El tamaño cada vez mayor de las fuerzas de EE. UU. en el Pacífico volvió superflua  la fuerza militar australiana y la escasez de mano de obra obligó al Gobierno a reducir el tamaño de las fuerzas armadas con el fin de impulsar la producción durante la guerra. Sin embargo, el Gobierno quería que el Ejército australiano permaneciera activo y aceptó las propuestas de MacArthur para que fuera utilizado en campañas relativamente poco importantes. A finales del año 1944 tropas australianas y escuadrones de guarniciones estadounidenses de reemplazo de la RAAF en el este de Nueva Guinea, Nueva Inglaterra y Bougainville lanzaron ofensivas destinadas a destruir o contener las fuerzas japonesas restantes allí situadas. En mayo del año 1945 el Primer Cuerpo, la Primera Fuerza Aérea Táctica de Australia, la USAAF y las unidades de USN dieron comienzo la Campaña de Borneo, que continuó hasta el final de la guerra. Estas campañas contribuyeron muy poco a la derrota de Japón y siguen siendo controvertidas.
Después de la rendición de Japón el 15 de agosto del año 1945 Australia asumió la responsabilidad de ocupar la mayor parte de Borneo y los Países Bajos hasta el este de las Indias Orientales británicas y neerlandesas y el dominio colonial fue restaurado. Las autoridades australianas también llevaron a cabo una serie de crímenes de guerra del personal japonés. 993.000 australianos se alistaron durante la guerra, mientras que 557.000 sirvieron en el extranjero. Entre las víctimas 39.767 muertos y otros 66.553 resultaron heridos. 20 Cruces de la Victoria fueron otorgadas a los australianos.

## Guerra Fría

### Guerra de Corea, 1950–1953

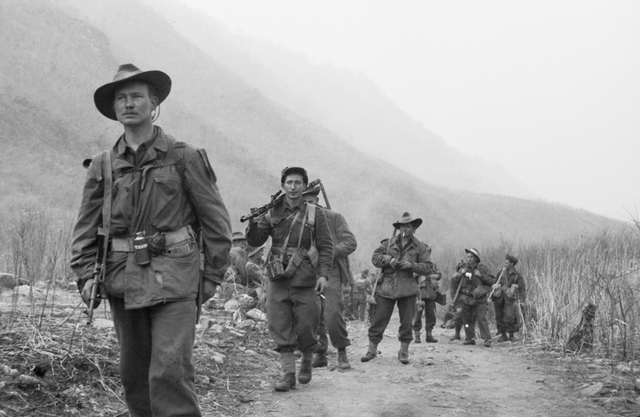
Miembros del 3 RAR avanzando en 1951.

El 25 de junio del año 1950 el Ejército Popular de Corea (KPA) cruzó la frontera con Corea del Sur avanzando hacia su capital Seúl, que cayó en menos de una semana. Las fuerzas de Corea del Norte continuaron hacia el puerto de Pusan y dos días después los Estados Unidos ofrecieron su ayuda a Corea del Sur. En respuesta, el Consejo de Seguridad de las Naciones Unidas pidió a los miembros que ayudaran a repeler el ataque norcoreano. En un principio Australia contribuyó con cazabombarderos Mustang P-51 del Escuadrón N.º 77 RAAF y el Tercer Batallón (3 RAR) de Infantería, los cuales se encontraban estacionados en Japón como parte de la Commonwealth Británica de Fuerzas de Ocupación (BCOF). Además de la mayoría del personal de abastecimiento y apoyo a la Commonwealth Británica de las Fuerzas en Corea. La fragata de la RAN HMAS  Shoalhaven y el destructor HMAS Bataan también se comprometieron. Más tarde un grupo de portaaviones HMAS Sydney, con un grupo de ataque a bordo, se añadió a la fuerza.
En ese tiempo tres Regimientos RAR llegaron a Pusan el 28 de septiembre cuando los norcoreanos estaban en retirada después del desembarco en Inchon. Como parte de la fuerza de invasión bajo el mando Supremo bajo las Naciones Unidas del General Douglas MacArthur, el batallón se trasladó al norte y participó en su primera gran acción en la batalla de Yongju, cerca de Pionyang el 22 de octubre, antes de avanzar hacia el Río Yalu. Otras acciones de éxito siguieron en la Kujin los días 25-26 de octubre del año 1950 y en la Chongju el 29 de octubre. Las víctimas de Corea del Norte eran abundantes, mientras que las pérdidas de Australia incluyeron a su comandante, el teniente coronel Charles Green, quien fue herido en el estómago por el fuego de artillería después de la batalla y sucumbió a sus heridas muriendo dos días después, el 1 de noviembre. Mientras tanto, durante las últimas semanas de octubre, los chinos habían trasladado 18 Divisiones del Ejército Popular de Voluntarios a través del río Yalu, con el fin de reforzar los restos del Ejército Popular de Corea. Sin ser detectados por la Inteligencia de EE. UU. y Corea del Sur, el Grupo 13.º del Ejército cruzó la frontera el 16 de octubre y penetraron hasta convertir 100 kilómetros (62,14 mi) en Corea del Norte, y se reforzaron a principios de noviembre por 12 divisiones del Noveno Grupo del Ejército, sumando un total de 30 Divisiones compuestas por 380.000 hombres. Tres Regimientos RAR lucharon en su primera acción contra los chinos en Pakchon el 5 de noviembre. El coste del batallón en la lucha pesó en gran medida, pese a detener una división el nuevo comandante del batallón fue sustituido a raíz de los sucesos.
Una serie de batallas seguidas en Uijeongbu del 1 al 4 de enero del año 1951, cuando los británicos y los australianos ocuparon posiciones defensivas en un intento de asegurar los accesos septentrionales de la capital de Corea del Sur. Además se produjo una lucha contra Chuam-ni entre los días 14 a 17 de febrero del año 1951, después de otro avance chino, y más tarde en Maehwa-San desde el día 7 hasta el día 12 de marzo del año 1951 cuando la ONU reanudó la ofensiva. Las tropas australianas participaron posteriormente en dos batallas más importantes en el año 1951, con la primera teniendo lugar durante los enfrentamientos que más tarde se conocieron como la Batalla de Kapyong. El 22 de abril, las fuerzas chinas atacaron el valle de Kapyong obligando a retirarse a los defensores surcoreanos. Las tropas australianas y canadienses recibieron la orden de detener el avance chino. Después de una noche de lucha los australianos recuperaron sus posiciones, con un coste de 32 muertos y 59 heridos. En julio del año 1951 el batallón de Australia pasó a formar parte del combinado de Canadá, Gran Bretaña, Australia, Nueva Zelanda y la India en la Primera División de la Commonwealth. La gran batalla tuvo lugar durante la segunda Operación Comando y se produjo después de que los chinos atacaron un saliente en un recodo del río Imjin. La Primera División de la Commonwealth contraatacó el 3 de octubre, logrando la captura de una serie de objetivos, incluyendo la colinas estratégicas de Kowang-San (Hill 355) y (317 Hill) durante la batalla de San Maryang, después de cinco días las fuerzas chinas se retiraron. Las bajas australianas incluyeron 20 muertos y 104 heridos.

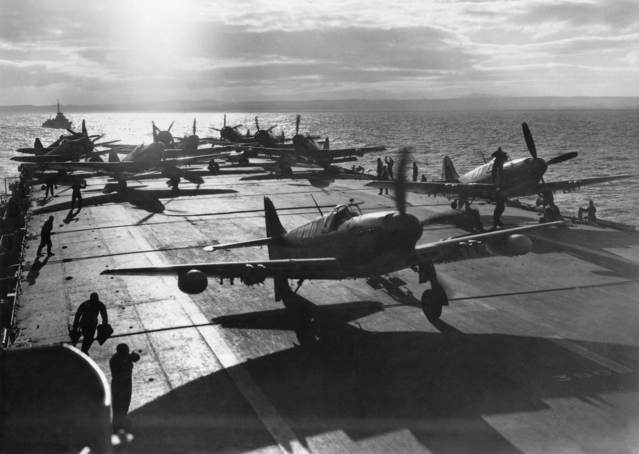
Aviones Firefly a bordo del HMAS Sydney saliendo de Corea.

Los beligerantes, a continuación, se encerraron en una estática guerra de trincheras, similar a la de la Primera Guerra Mundial, en la que los hombres vivían en los túneles, reductos y tras fuertes sacos de arena detrás de las defensas de alambre de púas. Desde el año 1951 hasta el final de la guerra, tres Regimientos RAR colocaron trincheras en el lado oriental de las posiciones de la división en las colinas al noreste del río Imjin. Frente a ellos se encontraban posiciones chinas fuertemente fortificadas. En marzo del año 1952 Australia aumentó su compromiso en tierra con dos batallones, enviando el 1 RAR. Este batallón se mantuvo en Corea durante 12 meses, antes de ser reemplazado por 2 RAR en abril del año 1953. Los australianos lucharon en la última batalla desde el día 24 hasta día 26 de julio del año 1953, con el 2 RAR defendiendo, en un esfuerzo concertado de China, [{Batalla del Río Samichon|el ataque a lo largo del río Samichon]] causando importantes bajas con la pérdida de cinco muertos y 24 heridos. Las hostilidades se suspendieron el 27 de julio del año 1953. 17.808 australianos sirvieron durante la guerra, con 341 muertos, 1.216 heridos y 30 capturados.

### Emergencia malaya, 1950–1960
La Emergencia Malaya fue declarada el 18 de junio del año 1948, después de que tres administradores de las haciendas fueran asesinados por miembros del Partido Comunista Malayo (MCP). La participación de Australia comenzó en junio del año 1950, cuando en respuesta a una petición británica, seis aviones Lincoln de Escuadrón N.º 1 y un tramo de Dakotas de Escuadrón N.º 38 llegaron a Singapur para formar parte de la Mancomunidad Británica de la Fuerza Aérea del Lejano Oriente (FEAF). Los Dakotas fueron posteriormente utilizados como transportes de carga, el movimiento de tropas, así como de paracaidistas y el lanzamiento de folletos, mientras que los bombarderos Lincoln llevaron a cabo bombardeos contra las bases terroristas comunistas (CT) en la selva. La RAAF fue particularmente exitosa, y en una de esas misiones conocida como Operación Termitas, cinco bombarderos Lincoln destruyeron 181 campamentos de comunistas, mientras que los comunistas mataron a 13 combatientes y obligó a uno a la rendición, en una operación conjunta con la Royal Real Fuerza Aérea y las tropas de tierra.
Las fuerzas australianas de tierra fueron enviadas a Malasia en octubre del año 1955 como parte de la Reserva Estratégica del Lejano Oriente. En el mes de enero del año 1956 las primeras fuerzas terrestres australianas fueron desplegadas en la península de Malasia, que consistente en el Segundo Batallón del Regimiento Real de Australia (2 RAR). El 2 RAR participó principalmente en operaciones de "limpieza" durante los siguientes 20 meses, la realización de amplios patrullajes en y cerca de las bases en la selva de CT, como parte de 28.º Brigada de la Commonwealth británica. Ponerse en contacto con el enemigo era poco frecuente y con pequeños resultados, siendo el logro de muertes relativamente pocos. El 2 RAR dejó Malasia el mes de octubre del año 1957 para ser sustituido por el 3 RAR. Este pasó por seis semanas de entrenamiento en la selva y comenzó a obligar a los insurgentes MCP retirarse de nuevo hacia el interior de la selva en Perak y Kedah. El nuevo batallón vigilaba ampliamente y estuvo involucrado en las operaciones de privación de alimentos y emboscadas. Una vez más el contacto se limitó, a pesar de que el 3 RAR tuvo más éxito que su predecesor. A finales del año 1959 las operaciones contra el MCP se encontraban en su fase final, y la mayoría de los comunistas había sido empujado hacia atrás y al otro lado de la frontera con Tailandia. El 3 RAR dejó Malasia en octubre del año 1959 y fue sustituido por el 1 RAR. A pesar de patrullar la frontera el 1 RAR no hizo contacto con los insurgentes, y en octubre del año 1960 fue sustituido por el 2 RAR que se mantuvo en Malasia hasta agosto del año 1963. La Emergencia Malaya terminó oficialmente el 31 de julio del año1960.
Australia también proporcionó artillería y apoyo técnico, junto con un escuadrón en la construcción de un aeródromo. La Marina Real Australiana también sirvió en aguas malayas, disparando sobre supuestos posiciones comunistas entre los años 1956 y 1957. La emergencia fue compromiso continuado más largo en la historia militar de Australia, 7000 De los australianos que sirvieron en Malasia murieron 51, aunque sólo 15 lo fueron durante las operaciones, y otros 27 resultaron heridos.

### Crecimiento militar y naval durante la década de 1960

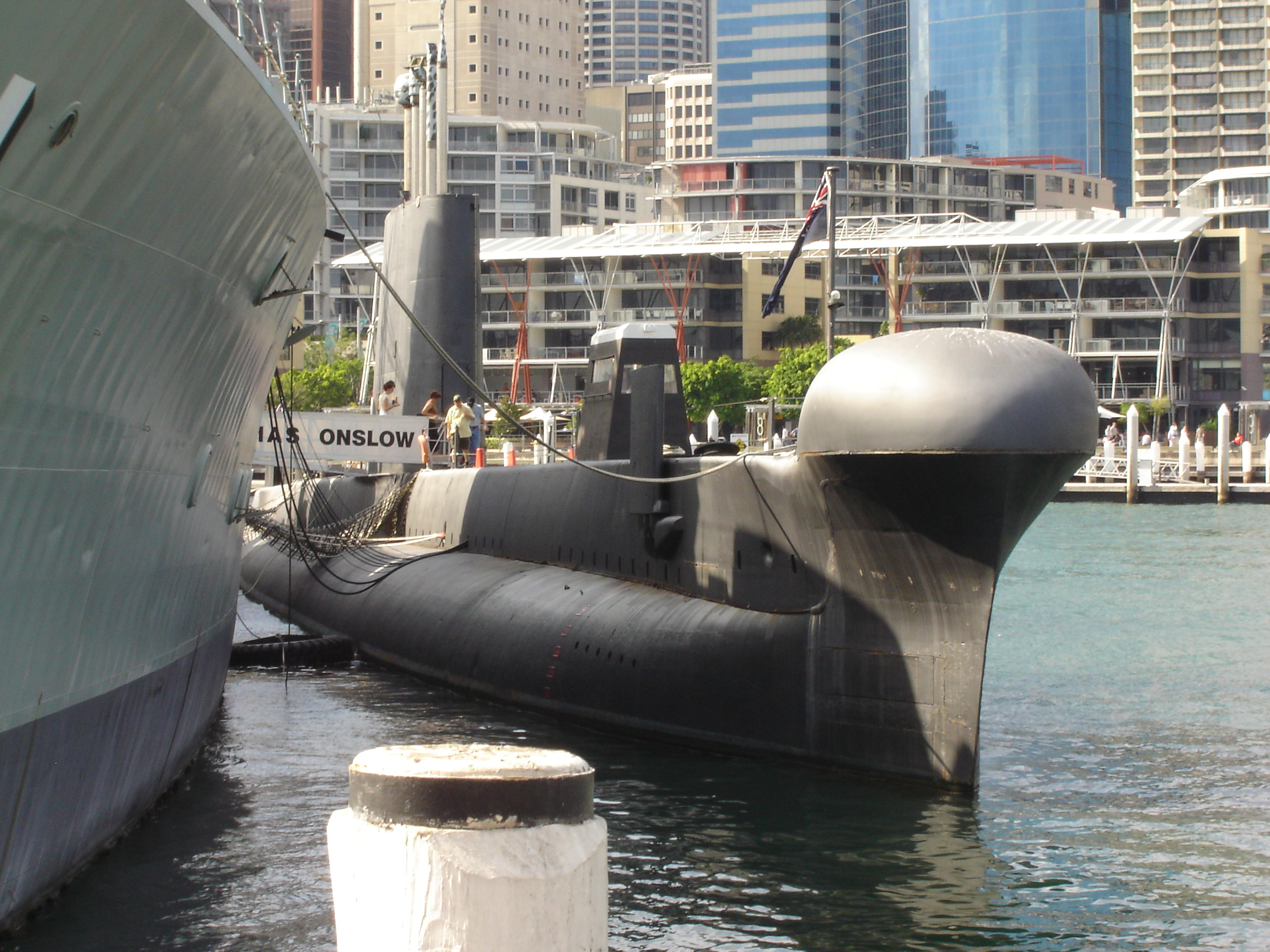
El Oberon clase submarino HMAS Onslow en el Museo Marítimo Nacional de Australia National.

Al comienzo de la década de 1960 el primer ministro, Robert Menzies, amplió en gran medida los militares de Australia para poder llevar a cabo la política del Gobierno de Forward Defence (Defensa Avanzada) en el sudeste asiático. En el año 1964, Menzies anunció un gran aumento en los gastos de defensa. La fuerza del ejército australiano se incrementó en un 50% en tres años, pasando de 22.000 a 33.000, con el suministro de una División total de tres Brigadas con nueve Batallones. La RAAF y RAN también se incrementaron en un 25%. En el año 1964 el reclutamiento o Servicio Nacional fue reintroducido en el marco de la Ley del Servicio Nacional del año 1964, para seleccionar a los que cumplan 20 años de edad según la fecha de su nacimiento por un período de dos años continuados de servicio a tiempo completo.
En el año 1961 tres destructores de la clase Charles F. Adams fueron adquiridos de los Estados Unidos para sustituir el envejecimiento de los destructores de la clase Q y R. Tradicionalmente, la RAN había comprado diseños basados en los de la Royal Navy y la adquisición de destructores americanos fue significativa. HMAS Perth y HMAS Hobart se unieron a la flota en el año 1965, seguido del HMAS Brisbane en el año 1967. Otros proyectos incluyron la construcción de seis fragatas clase River, la conversión de los portaaviones HMAS Melbourne a un papel contra submarinos, la adquisición de diez helicópteros Wessex, y la compra de seis submarinos Clase Oberon
La RAAF hizo la entrega de los primeros Mirage de combate en el año 1967, para el equipamiento de los Escuadrones n.º 3, N1 75 y N.º 77 con ellos. El servicio también recibió aviones americanos de ataque F-111, aviones de transporte Lockheed C-130 Hercules, aviones de reconocimiento marítimo Orion y del avión italiano Macchi de entrenamiento.

### Confrontación indonesio-malaya, 1962–1966

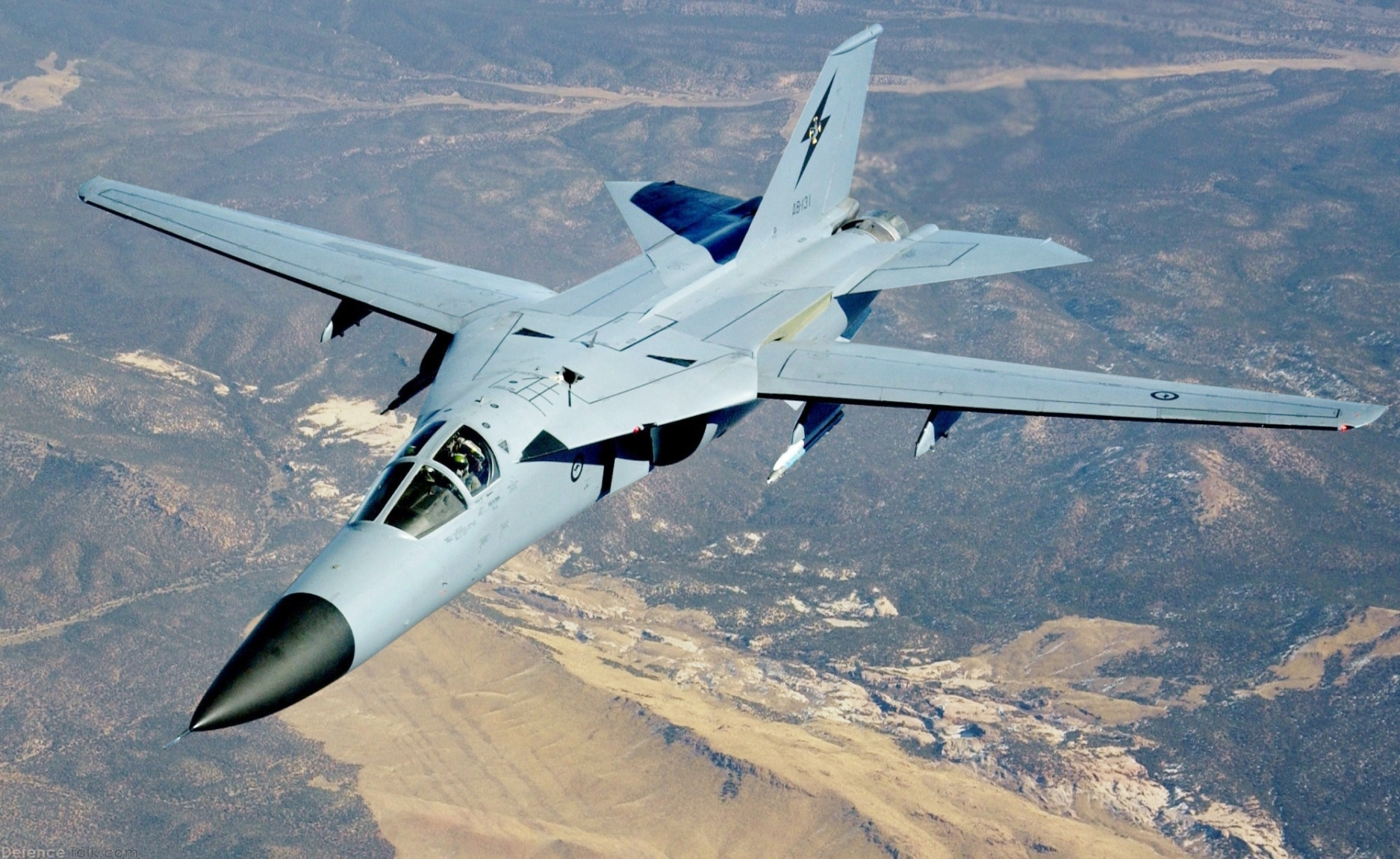
Un RAAF F-111. El F-111 fue finalmente retirado del servicio australiano en diciembre de 2010.

La Confrontación indonesio-malaya se libró desde el año 1962 hasta el año 1966 entre la Mancomunidad Británica e Indonesia sobre la creación de la Federación de Malasia tratando de salvaguardar la seguridad del nuevo Estado. La guerra se mantuvo limitada, y se libró principalmente en la isla de Borneo, aunque una serie de incursiones se libraron por mar en Indonesia y en el aire en la Península de Malaca. Como parte del compromiso continuo de las fuerzas militares de Australia para la seguridad de Malasia, las unidades de ejército, marina y fuerza aérea fueron destinados allí como parte de la Reserva Estratégica del Extremo Oriente. A pesar de que el gobierno australiano no se fiaba de su participación en una guerra con Indonesia limitó su participación a la defensa de la península malaya solamente. En dos ocasiones las tropas australianas del 3 RAR se utilizó para defenderla contra Labis y Ponciano en el sector sur oriental de la península, en septiembre y octubre del año 1964.
A raíz de estos ataques el gobierno cedió a las peticiones de Gran Bretaña y Malasia para desplegar un batallón de infantería en Borneo. Durante las primeras fases las tropas británicas malasias había intentado solamente controlar la frontera con Malasia / Indonesia, y para proteger los centros de población. Sin embargo, en el momento en que se desplegó el batallón australiano, los británicos decidieron actuar en una acción más agresiva, cruzando las fronteras para obtener información y obligando a las fuerzas indonesias a permanecer a la defensiva, bajo el código Operación Claret. Los combates tuvieron lugar en terreno montañoso selvático y un clima debilitantes, con operaciones caracterizadas por el uso extensivo de las bases de la compañía ubicados a lo largo de la frontera, las operaciones transfronterizas, la utilización de helicópteros para el movimiento de tropas y de reabastecimiento y el papel de Inteligencia Humana e Inteligencia de Señales para determinar los movimientos y las intenciones del enemigo.
El 3 RAR se desplegó en Borneo el mes de marzo de 1965, sirviendo en Sarawak hasta el final del mes de julio, operando en ambos lados de la frontera. El batallón tuvo cuatro principales contactos con las fuerzas indonesias, y muchos otros menores que se sucedieron en Sungei Koemba, Kindau y Babang, en los que sufrieron bajas en dos incidentes con minas. El 4 rar tuvo un recorrido menos accidentado entre abril y agosto del año 1966 operando, también, en la frontera enfrentándose con los indonesios en varias ocasiones.
Un escuadrón del Regimiento de Servicio Aéreo Especial (SASR) se desplegó también en el año 1965 y nuevamente en el año 1966, tomando parte en las operaciones transfronterizas infligiendo bajas significativas entre los indonesios, a pesar de que se les encargó a menudo misiones de reconocimientos encubiertos. Otras unidades incluían artillería e ingenieros, mientras que un número de barcos del RAN participaron en el bombardeo de posiciones indonesias en Borneo y repeliendo infiltrados en el Estrecho de Singapur. La RAAF jugó un papel relativamente menor, a pesar de que hubiera sido utilizada mucho más ampliamente si la guerra se hubiese intensificado.
Las operaciones en Borneo eran extremadamente sensibles y recibieron poca cobertura de la prensa en Australia, mientras que el reconocimiento oficial de la participación en misiones transfronterizas solo se produjo en el año 1996. A raíz de un golpe militar en Indonesia, a principios del año 1966 que llevó al general Suharto al poder, un tratado de paz fue firmado en agosto del año 1966, poniendo punto final al conflicto. 3.500 australianos sirvieron durante la confrontación, con bajas incluyendo 16 muertos, siete muertos en acción y ocho heridos.

### Guerra de Vietnam, 1962–1973

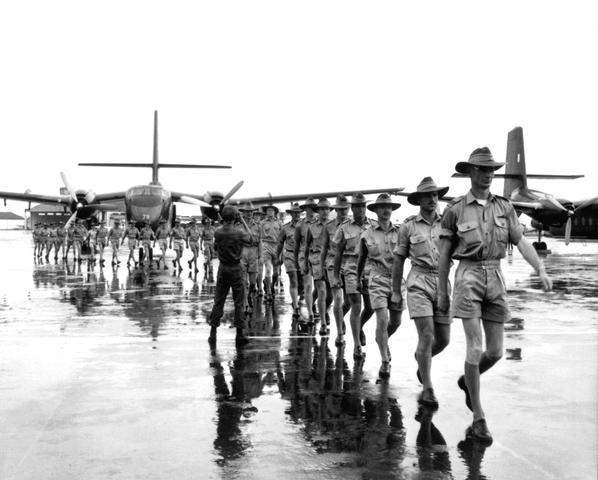
Agosto de 1964, aviones y tropas de la Real Fuerza Aérea de Australia (RAAF) llegan a Vietnam del Sur.

La participación de Australia en la guerra de Vietnam fue provocada principalmente por el aumento del comunismo en el sudeste asiático después de la Segunda Guerra Mundial y el temor de su propagación que se desarrolló en Australia durante la década de 1950 y comienzos de 1960. Como consecuencia de ello Australia apoyó a Vietnam del Sur a lo largo de la década de 1960. En los años 1961 y 1962 el líder del gobierno de Vietnam del Sur, Ngo Dinh Diem, solicitó la asistencia de los EE. UU. y sus aliados en respuesta a una creciente insurgencia comunista, con el apoyo de Vietnam del Norte. Australia ofreció 30 asesores militares del Equipo del Ejército Australiano de Formación en Vietnam, que llegó a ser conocido simplemente como "El Equipo". Ellos llegaron en los meses de julio y agosto del año 1962, comenzando la participación de Australia en la guerra. Más tarde, en agosto del año 1964, la RAAF envió un vuelo de aviones de transporte Caribou a la ciudad puerto de Vung Tau.
Sin embargo, con la situación de seguridad en Vietnam del Sur continuando deteriorándose, los EE. UU. aumentaron su participación a 200.000 tropas de combate a principios del año 1965. Australia también comprometió fuerzas de tierra con el envío del Primer Batallón del Regimiento Real de Australia (1 RAR) para servir junto a la 173.ª Brigada Aerotransportadade de Equipo de Combate de EE. UU. en la provincia de Bien Hoa en junio del año 1965 y posteriormente se enfrentaron en un número de acciones significativas, como en Gang Toi, Ho Bo Woods y Suoi Bong Trang. En marzo del año 1966 el gobierno australiano anunció el despliegue de una brigada, del tamaño de una unidad, de la Primera Fuerza Australiana de Trabajo, en reemplazo del 1 RAR. Se incluyeron un gran número de reclutas, en el marco del cada vez más controvertido Plan de Servicio Nacional. Constaba de dos batallones de infantería, así como blindados, aviación, artillería y otras armas de apoyo, asignando a la Fuerza del Trabajo la responsabilidad principal de su propia área y su base en Nui Dat, en la Provincia de Tuy Phuoc. Se incluyeron helicópteros Iroquois de Escuadrón N.º 9 de la RAAF En la Batalla de Long Tan, el 18 de agosto del año 1966, la Compañía D, del 6 RAR, con el apoyo considerable de la artillería contuvo y derrotó a una fuerza del Vietcong que era por lo menos seis veces superior a ella misma. 18 australianos murieron y 24 fresultaron heridos, mientras que 245 comunistas muertos fueron recuperados más tarde del campo de batalla.
Con la provincia de Tuy Phuoc estando progresivamente bajo control a lo largo del año 1967, los australianos pasaron un período de tiempo cada vez más significativo en la realización de operaciones más lejanas. 1ATF se desplegó posteriormente sobre las principales rutas de infiltración de Saigón con el fin de interceptar el movimiento comunista en contra de la capital como parte de la Operación Coburg en el año 1968 en la Ofensiva del Tet y más tarde durante la Batalla de Coral-Balmoral en mayo y junio del año 1968. En las Fire support base (FSB), (literalmente "Base de apoyo de fuego"), de Coral de Fuego y Balmoral los australianos se habían enfrentado con regularidad al Ejército de Vietnam del Norte y con unidades de las fuerzas principales del Viet Cong operando con intensidad con batallones y regimientos acercándose por primera vez a una guerra convencional, y en última instancia la batalla más grande, peligrosa y sostenida de la guerra. Durante 26 días de combates las víctimas australianas incluían 25 muertos y 99 heridos, mientras que las bajas comunistas alcanzaron 267 muertos confirmados por el recuento de cadáveres, 60 posiblemente muertos, 7 heridos y 11 capturados. Otras acciones importantes de Australia se localizaron en Binh Ba en junio del año 1969, Hat Dich a finales de diciembre del año 1968 y principios del año 1969 y Long Khanh en junio del año 1971. La altura del compromiso de Australia alcanzó la ATF con un número de 8.500 soldados, entre ellos tres batallones de infantería, blindados, artillería, ingenieros, logística y unidades aéreas de apoyo. Una tercera unidad de la RAAF, el Escuadrón N.º 2 de la RAAF, de bombarderos Canberra, fue enviado en el año 1967 y cuatro destructores de la RAN se unieron a las patrullas estadounidenses en las aguas frente a Vietnam del Norte.
El retiro de Australia de manera efectiva se efectuó en noviembre del año 1970. Como consecuencia de la estrategia global de los aliados de la vietnamización y con el gobierno australiano dispuesto a reducir su propio compromiso con la guerra, el 8 RAR no fue reemplazado al final de su período de servicio. El 1 ATF se redujo a solo dos batallones de infantería, aunque con unas significativa fuerzas blindadas, artillería y apoyo aéreo restante. Las fuerzas de combate de Australia se redujeron aún más durante el año 1971 como parte de una retirada por etapas, y la 1 ATF cesó sus operaciones en el mes de octubre. Mientras tanto los asesores se mantuvieron para entrenar a las tropas vietnamitas del Sur hasta que fueron retirados el 18 de diciembre del año 1972 por el gobierno laborista electo de Gough Whitlam.
Las últimas fuerzas australianas fueron finalmente retiradas en el año 1973. La guerra de Vietnam fue la guerra más controvertida y más larga de Australia y aunque inicialmente disfrutó de un amplio apoyo, pero cuando la participación militar de la nación aumentó un movimiento de voces antiguerra se desarrolló. Más de 50.000 australianos sirvieron en Vietnam, 519 murieron y 2.398 resultaron heridos. Cuatro fueron galardonados con la Cruz de la Victoria.

## Era post-Vietnam

### Creación de la Fuerza Aérea de Australia, 1976

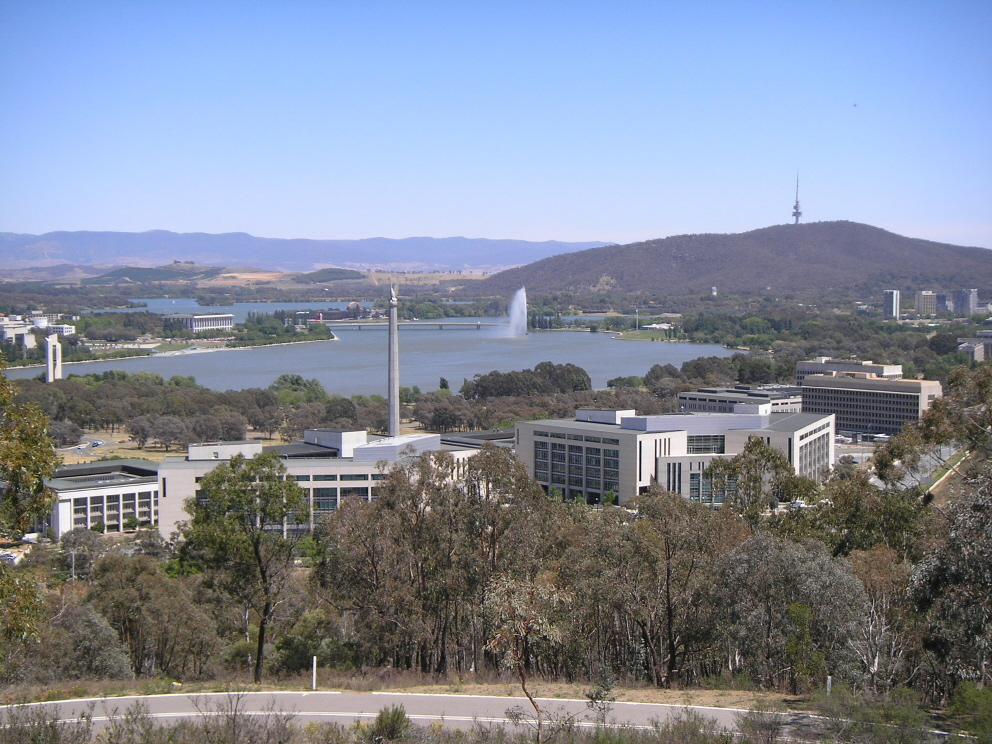
Las Oficinas Russell son un complejo de oficinas que acoge la sede administrativa de las ADF, así como las oficinas principales del Departamento de Defensa.

Aunque la importancia de la Guerra 'conjunta' se había puesto de relieve durante la Segunda Guerra Mundial, cuando las unidades navales, terrestres y aéreas australianas sirvieron con frecuencia como parte de los comandos individuales, la ausencia de una autoridad central continuó dando lugar a una mala coordinación entre los servicios en la era de la posguerra, con cada organización funcionando sobre las bases diferentes de doctrina militar. La necesidad de una estructura de mando integrado recibió más énfasis con las experiencias de los militares de Australia en la guerra de Vietnam. En el año 1973 el Secretario del Departamento de Defensa, Arthur Tange, presentó un informe al Gobierno en el que recomendaba la unificación de los distintos departamentos de apoyo de cada servicio en un único departamento y la creación del puesto de Jefe del Estado Mayor de la Fuerza de Defensa.
El gobierno laborista de Gough Whitlam fusionó posteriormente los cinco Ministerios de Defensa (Defensa, Marina, Ejército, Fuerza Aérea y de Suministros) en un único Departamento de Defensa en el año 1973, mientras que la conscripción en el marco del plan del Servicio Nacional fue abolida. El 1 de enero del año 1976 las tres ramas de las fuerzas armadas de Australia fueron reunidas en un sistema unificado, todos de voluntarios, en una fuerza profesional conocida como Fuerza de Defensa Australiana (ADF). Hoy en día la ADF tiene su sede en el edificio de Oficinas Russell en Canberra y está dividido en Aire, Tierra, marítimo y Comandos de Operaciones Especiales. Además del Comando Norte con base en Darwin, y es responsable de las operaciones en Norte de Australia.

### Defensa de Australia, años 1980 y 1990
Hasta la década de los años 1970 la estrategia militar de Australia se centró en el concepto de Defensa Avanzada, en el que el papel de los militares australianos era cooperar con las fuerzas aliadas para contrarrestar las amenazas en la región de Australia. En el año 1969, cuando Estados Unidos comenzó a aplicar la Doctrina Nixon y los británicos se retiraron 'al este de Suez', Australia desarrolló una política de defensa haciendo hincapié en la autosuficiencia del continente australiano. Esta política se conoce como Política de Defensa de Australia, en virtud de la cual el foco de planificación de la defensa de Australia tenía su punto de mira en proteger la zona norte marítima del país enfocada hacia (el 'air-sea gap' vacío mar-aire) contra un posible ataque.
En línea con este objetivo la ADF se ha reestructurado para aumentar su capacidad para atacar a las fuerzas enemigas de las bases de Australia y para contrarrestar las incursiones en Australia continental. La ADF lo ha logrado mediante el aumento de las capacidades de la RAN y la RAAF y la reubicación de las unidades regulares del Ejército en el norte de Australia. Durante este tiempo la DAF no tenía unidades operativas militares de despliegue fuera de Australia. Sin embargo, en el año 1987, la ADF hizo su despliegue operativo por primera vez como parte de Operación Morris Dance, en el que varios buques de guerra y una compañía de fusileros fueron desplegados en las aguas frente a Fiyi en respuesta al golpe de Estado fiyiano en 1987. Si bien en términos generales con éxito, este despliegue puso de relieve la necesidad de la DAF para mejorar su capacidad para responder con rapidez ante acontecimientos imprevistos.

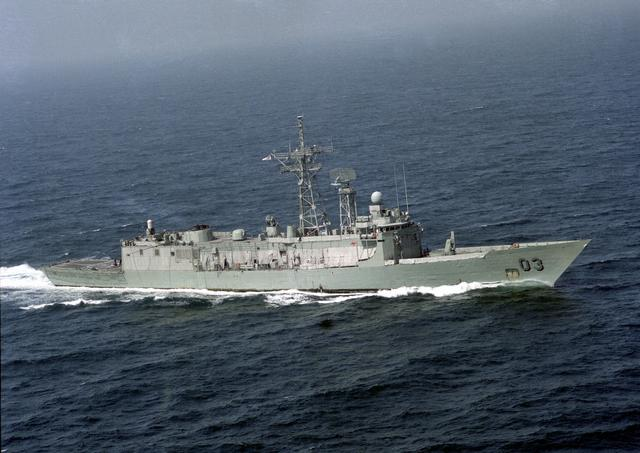
El HMAS Sydney en el Golfo de Persia en 1991

### Guerra del Golfo, 1991
Australia era un miembro de la coalición internacional cuyas fuerzas militares contribuyeron a la guerra del Golfo en el año 1991 con la implementación de un grupo de tareas navales con dos buques de guerra, un buque de apoyo y un equipo de Equipo de Buceadores de Limpieza, en total cerca de 750 efectivos. La contribución de Australia fue la primera vez en que personal australiano se desplazaron a una zona de guerra desde el establecimiento de la ADF y la prueba de sus capacidades en el despliegue y de estructura de comando. Sin embargo la fuerza de Australia no entró combate, y en lugar de ello jugó un papel importante en la aplicación de las sanciones establecidas en contra de Irak tras la invasión de Kuwait. Algunos miembros del personal al servicio del ADF en intercambio con unidades británicas y estadounidenses entraron en combate, y unos pocos fueron decoradas después de sus acciones. Después de la guerra la marina de guerra regular desplegó una fragata en el Golfo Pérsico o el Mar Rojo para hacer cumplir las sanciones comerciales que se aplicaron a Irak.

### Seguridad global, década final de los años 90
Desde finales de 1980, el gobierno australiano había llamado cada vez más DAF para que aportara fuerzas a las misiones de paz en todo el mundo. Aunque la mayoría de estas implementaciones incluyeron solo un pequeño número de especialistas, algunos dirigidos al despliegue de cientos de personas. Grandes despliegues para el mantenimiento de la paz se hicieron en Namibia a principios del año 1989, en Camboya entre los años 1992 y 1993, en Somalia en el año 1993, en Ruanda entre 1994 y 1995 y en Bougainville en el año 1994 y desde el año 1997 en adelante. La elección del año 1996 del Gobierno Liberal de Howard dio lugar a importantes reformas en la estructura de la fuerza de la ADF, con la estrategia del nuevo gobierno poniendo menos énfasis en la singular defensa de Australia de ataque directo y un mayor énfasis en el trabajo en cooperación con los estados de la región y con los aliados de Australia para controlar las amenazas potenciales de seguridad en el reconocimiento de los intereses globales de seguridad de Australia. En línea con este nuevo enfoque, la estructura de la DAF cambió en un intento por aumentar la proporción de unidades de combate para apoyar a las unidades y para mejorar la eficacia de la ADF.

## Nuevo milenio

### Timor del Este, 1999–presente

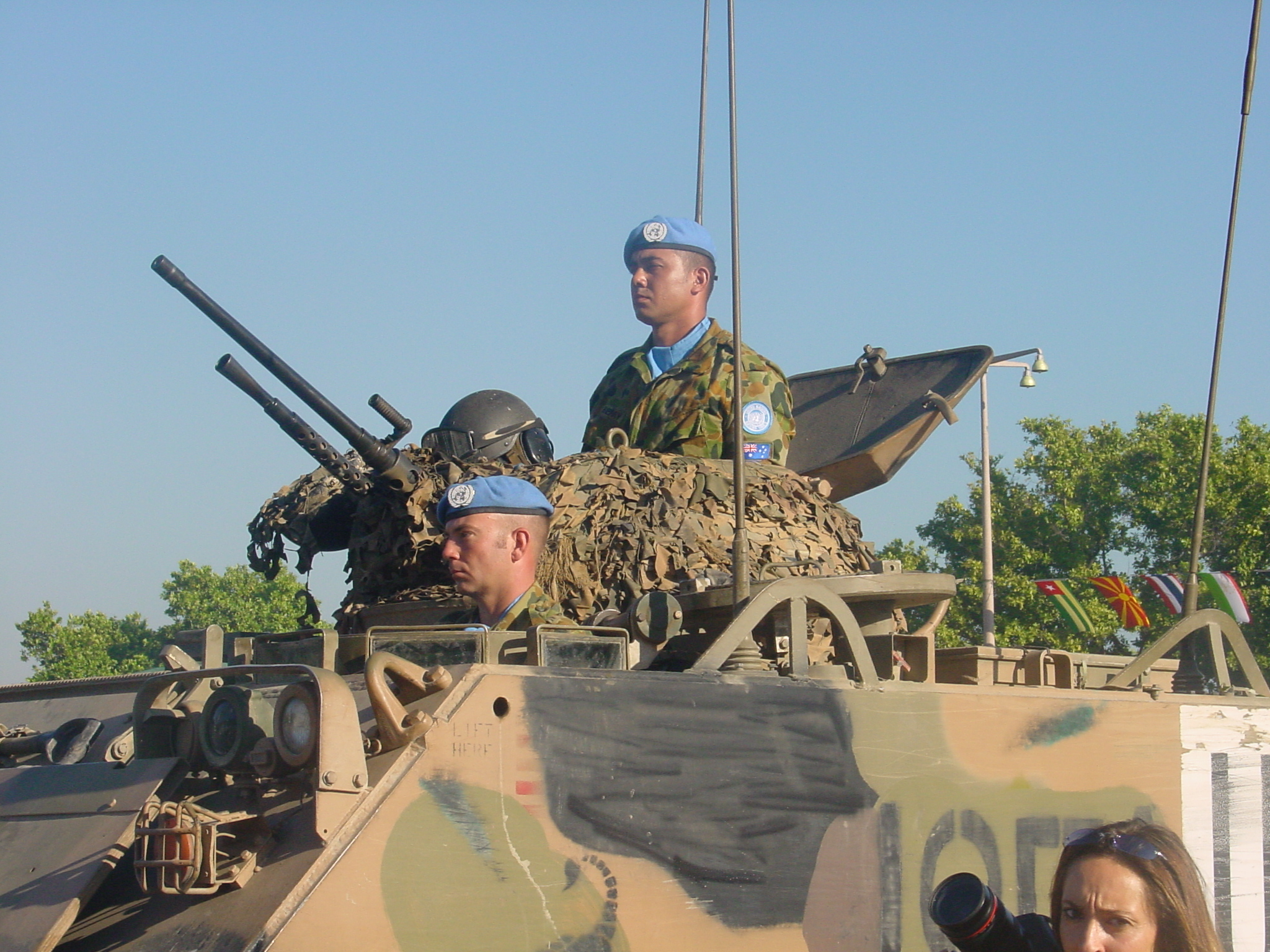
Soldados australianos desplegados en Timor Oriental bajo mandato de las Naciones Unidas. Mayo de 2002.

La antigua colonia portuguesa de Timor Oriental fue invadida por Indonesia en el año 1975, sin embargo, tras años de lucha violenta, el nuevo Gobierno de Indonesia del presidente Jusuf Habibie decidió permitir al pueblo de Timor Oriental votar por la autonomía en el año 1999. La Misión de Naciones Unidas en Timor Oriental (UNAMET) fue establecida para organizar y llevar a cabo la votación, que se celebró a finales de agosto del año 1999, con el resultado de que el 78,5% de los votantes se decantó por la independencia. Sin embargo, tras el anuncio de los resultados las milicias pro indonesias, apoyadas por elementos del ejército indonesio, lanzó una campaña de violencia, saqueos e incendios, y muchos habitantes de Timor Oriental murieron, mientras que quizás más de 500.000 personas fueron desplazadas. Incapaz de controlar la violencia Indonesia, posteriormente, aceptó el despliegue de una fuerza multinacional de paz. Australia, que había contribuido con el control de la UNAMET, organiza y dirige una coalición militar internacional, conocida como Fuerza Internacional para Timor Oriental (INTERFET), una fuerza que opera fuera de la ONU, pero en conformidad con las resoluciones de la ONU. El total de las fuerzas australianas desplegadas alcanzan los 5.500 efectivos.
Bajo el mando general del comandante general de Australia, Peter Cosgrove, las fuerzas de la INTERFET comenzaron a llegar el 12 de septiembre del año 1999 y fue el encargado de restablecer la paz y la seguridad, la protección y apoyo a la UNAMET, y facilitar las operaciones de asistencia humanitaria. Con la retirada de las fuerzas armadas, policías y funcionarios del Gobierno de Indonesia de Timor Oriental, la UNAMET volvió a establecer su sede en Dili el 28 de septiembre. El 19 de octubre del año 1999 Indonesia reconoció formalmente el resultado del referéndum y poco después una fuerza de paz de la ONU, la Administración de Transición de las Naciones Unidas para Timor Oriental (UNTAET) fue creada, convirtiéndose en plenamente responsable de la administración de Timor Oriental durante su transición a la independencia. El traspaso de mando de las operaciones militares de la INTERFET a la UNTAET se completó el 28 de febrero del año 2000. Australia continuó apoyando la operación de mantenimiento de la paz de la ONU con entre 1.500 y 2.000 efectivos, así como lanchas de desembarco y helicópteros Blackhawk y sigue siendo el mayor contribuyente de personal para la misión de paz. Durante estas operaciones las fuerzas regulares australianas se enfrentaron a las milicias pro-indonesias y en varias ocasiones a las fuerzas indonesias, sobre todo en la frontera con Timor Occidental. Acciones significativas se produjeron en Suai, Mota'ain y en Aidabasalala en octubre del año 1999. Sin embargo, con la situación de seguridad estabilizada, la mayor parte de las fuerzas australianas y de la ONU se retiraron en el año 2005. Dos australianos murieron por causas no relacionadas con los combates, mientras que un número de australianos fueron heridos en acción.
El despliegue inesperado en Timor Oriental, en el año 1999, dio lugar a cambios significativos en la política de defensa de Australia y una mejora en la capacidad de la ADF para llevar a cabo operaciones fuera de Australia. Este despliegue exitoso fue la primera vez que una gran fuerza militar australiano operaba fuera de Australia desde la guerra de Vietnam, y puso de manifiesto deficiencias en la capacidad de la ADF para montar y sostener este tipo de operaciones. En respuesta el Libro Blanco de Defensa del año 2000 puso un mayor énfasis en la preparación de la DAF en los despliegues en el extranjero. El gobierno australiano se ha comprometido a mejorar las capacidades de la ADF, mejorando la preparación y equipamiento de las unidades de las ADF, la ampliación del personal de la ADF a tiempo completo hasta los 57.000 a y el aumento Real del gasto en defensa de un 3% anual.
En mayo del año 2006, 2.000 personas de la ADF fueron desplegados nuevamente en Timor Oriental como parte de la Operación Astucia, a raíz de los disturbios entre los elementos de las Fuerzas de Defensa de Timor-Leste. Las fuerzas australianas participaron en cierto número de escaramuzas durante este tiempo, incluyendo un fuerte choque con los rebeldes comandados por Alfredo Reinado en la Same el 4 de marzo del año 2007. Sin embargo, a principios del año 2010, la situación de la seguridad se ha estabilizado y solo 400 miembros del personal de Australia permanecen para entrenar a las fuerzas de seguridad locales, como parte de una pequeña fuerza internacional.

### Afganistán, 2001–presente
Poco después de que los Islamistas inspiraron los ataques terroristas de Nueva York y Washington el 11 de septiembre del año 2001, las fuerzas australianas se comprometieron con la coalición internacional encabezada por Estados Unidos contra el terrorismo. La contribución más visible del ADF ha sido la contribución -con el nombre en código de Operación Slipper- de un grupo de fuerzas especiales operando en Afganistán del año 2001 al año 2002 y nuevamente desde mediados del año 2005 para luchar en contra de los talibanes. Con el tiempo el compromiso de Australia ha crecido, con la adición de fuerzas de tierra adicionales a partir del año 2006 para garantizar la seguridad, la reconstrucción y para guiar y capacitar al Ejército Nacional Afgano. Australia también ha contribuido con una fragata y dos aviones de vigilancia AP-3 Orion y tres Hércules C-130 de transporte a las operaciones internacionales en el Golfo Pérsico y en el Océano Índico desde el año 2001 y el apoyo a las operaciones en Afganistán y en Irak en los Operación Catalyst. Un destacamento de cuatro cazabombarderos F/A-18 Hornet con base en Diego García a partir de finales del año 2001 hasta mediados del año 2002, mientras que dos aviones de reabastecimiento aire-aire Boeing 707 aire-aire de aviones también se sitúan en la Base Aérea de Manas de Kirguistán para prestar apoyo a la coalición de operación de aeronaves en el espacio aéreo afgano, pero desde entonces han sido retirados.
A partir del año 2011 una fuerza modesta con un personal de 1500 miembros se mantiene en Afganistán, donde están involucrados en operaciones de contrainsurgencia en la Provincia de Urūzgān en conjunto con los Estados Unidos y otras fuerzas de la coalición, incluyendo la holandesa, antes de proceder a su retirada en agosto. La fuerza se compone de infantería motorizada, fuerzas especiales, ingenieros, caballería, artillería y elementos de aviación. Esto incluye las armas combinadas, del tamaño de un batallón, conocidos como Grupos de Combate como el Grupo de Trabajo de Mentores y el Grupo de Trabajo de Operaciones Especiales, ambos con sede en la Base de Operación Avanzada Ripley fuera de Tarin Kowt, así como el Grupo de Vuelo Rotary Wing con CH-47D Chinook, el Grupo de Logística de Activos y una RAAF vigilancia aérea de radar con sede en Kandahar. Además de otros 800 miembros del personal de logística de Australia con base también en Oriente Medio en misiones de apoyo, pero se encuentran fuera de Afganistán. Los destacamentos de patrullas marítimas y aviones de transporte continuarán apoyando las operaciones en Irak y Afganistán, que parten de la Base Aérea Al Minhad en los Emiratos Árabes Unidos. También se incluye el despliegue de una de las fragatas de la RAN en el Mar Arábigo y en el Golfo de Adén para combatir la piratería y los derechos de interdicción marítima.
Las fuerzas armadas australianas se han visto a veces involucradas en intensos combates que han incluido acciones importantes como la Operación Anaconda en el año2002, Operación Perth en el año 2006, la Batalla de Chora en el año 2007, la Primera y Segunda Batallas de Kakarak en el año 2009, la Ofensiva Shah Wali Kot y la batalla de Derapet en el año 2010, aunque otras acciones aún no se han reconocido públicamente debido a los requisitos de seguridad operacional. Las víctimas incluyen 29 muertos y 184 heridos, mientras que otro australiano también murió sirviendo en el ejército británico. Dos australianos han sido galardonados con el Cruz Victoria por de Australia, las primeras condecoraciones de este tipo en cuarenta años.

### Irak, 2003–2011
Las fuerzas armadas australianas se unieron más tarde a las fuerzas británicas y estadounidenses durante la Invasión de Irak de 2003. La contribución inicial fue también modesta, consistente en solo 2.058 personas, con nombre en código Operación Falconer. Los principales elementos de la fuerza incluyen fuerzas especiales, escuadrillas rotativas y fijas de aviación y unidades navales. Las unidades del Ejército incluyen elementos del SASR y del 4.º Batallón, Regimiento Real de Australia, un destacamento de CH-47 Chinook y un número de otras unidades especializadas. Unidades RAN incluyen el buques anfibios HMAS Kanimbla y fragatas HMAS Darwin y HMAS Anzac, mientras que la RAAF desplegó 14 F/A-18 Hornets del Escuadrón N.º 75, una serie de AP3-C Orión y Hércules C-130. Cabe destacar que el grupo de Fuerzas Australianas de Trabajos Especiales fue una de las primeras unidades de la coalición en cruzar la frontera con Irak, mientras que por unos días las tropas de tierra más cercanos a Bagdad eran las de la SASR. Durante la invasión la RAAF también voló en sus primeras misiones de combate desde la guerra de Vietnam, con el Escuadrón N.º 75 realizando un total de 350 salidas y lanzando 122 bombas guiadas por láser.

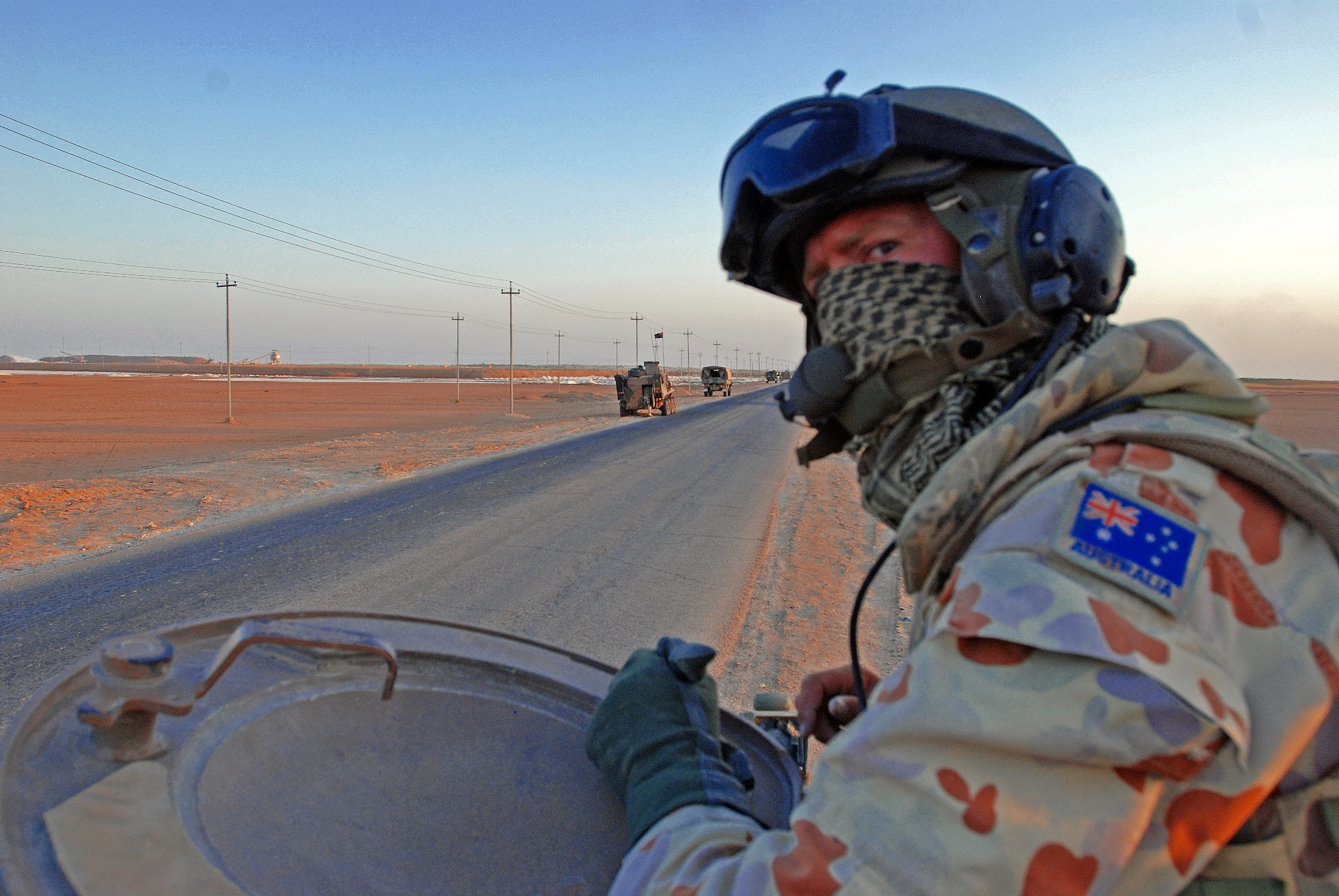
Un explorador de la Australian Cavalry Scout en Irak en octubre de 2007.

El ejército iraquí rápidamente demostró no ser rival para el poder militar de la coalición, y con su derrota la mayor parte de las fuerzas australianas fueron retiradas. Mientras que Australia no tenía, inicialmente, intenciones de tomar parte en la posguerra de la guerra de Irak, un Ejército australiano blindado ligero de batalla designado por el Grupo de Tareas Al Muthanna y que incluye 40 vehículos ligeros blindados ASLAV desplegándose la infantería después en el sur de Irak en abril del año 2005 como parte de la 'Operación Catalyst. El papel de esta fuerza era la de proteger el contingente ingeniero japonés en la región y apoyar la formación de las unidades del nuevo Ejército iraquí. El AMTG se convirtió más tarde en el Grupo de Batalla Overwatch (Oeste) (OBG (W)), después de entregar de nuevo la provincia de Al Muthanna al control iraquí. Los niveles de la fuerza alcanzó un máximo de 1.400 miembros en mayo del año2007 incluido el OBG (W) en el sur de Irak, el destacamento de seguridad en Bagdad y el Equipo del Ejército Australiano de Entrenamiento del equipo en Irak. Una fragata RAN con base en el Norte del Golfo Pérsico, mientras que los activos incluyen RAAF C-130H Hércules y elementos de la AP-3C Orion. Después de la elección de un nuevo gobierno laborista del primer ministro Kevin Rudd la mayor parte de estas fuerzas se retiraron a mediados del año 2009, mientras que las operaciones de la RAAF y la RAN fueron desviados a otras partes de la zona de Oriente Medio de Operaciones como parte de la Operación Slipper.
Operaciones de bajo nivel continúan, sin embargo, con una pequeña fuerza australiana de 80 soldados que permanecen en Irak para proteger a la Embajada de Australia en Bagdad como parte de SECDET en la Operación Kruger. El SECDET fue retirada finalmente en agosto del año 2011, y fue reemplazado por una Empresa militar privada, que asumió la responsabilidad de garantizar la seguridad de la presencia diplomática de Australia en Irak. Aunque más de 17.000 efectivos sirvieron durante las operaciones en Irak, las bajas australianas fueron relativamente ligeras, con dos soldados muertos por accidente, mientras que un tercero murió sirviendo a Australia con la Royal Air Force británica. Otros 27 efectivos resultaron heridos. Dos agentes permanecen en Irak como parte de la Misión de Asistencia de las Naciones Unidas para Irak.

## Mantenimiento de la paz

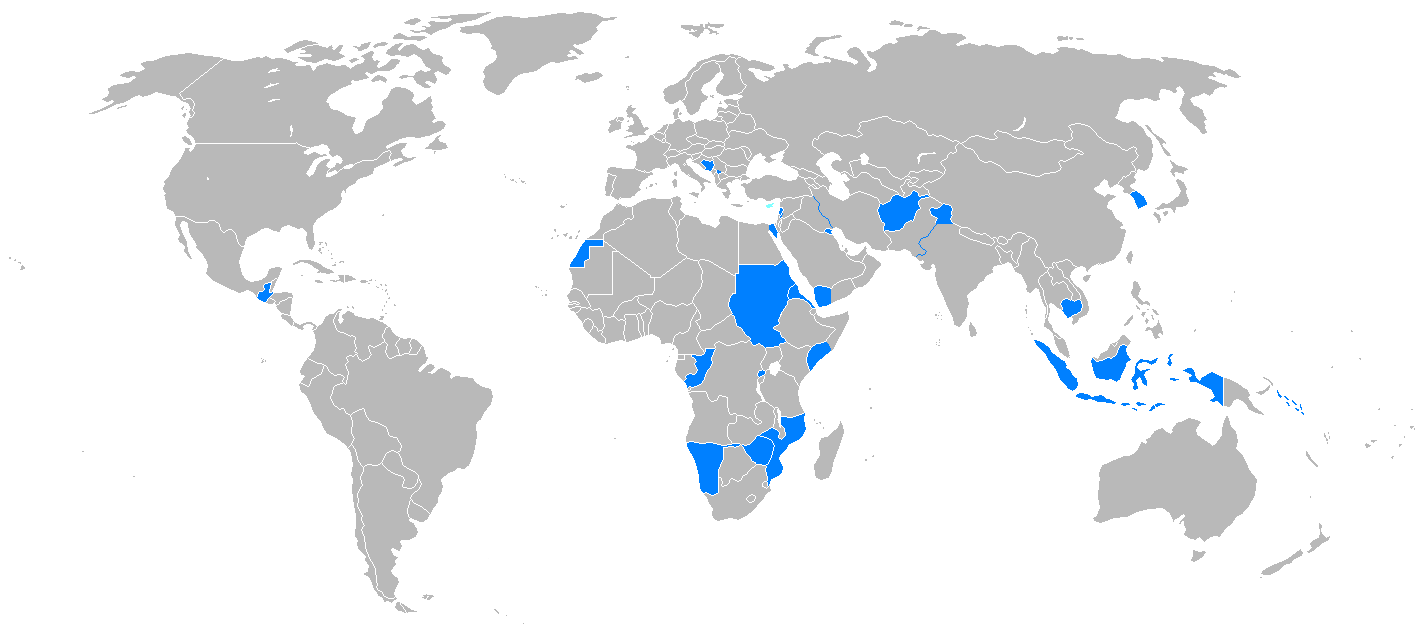
Despliegues de Australia en el mantenimiento de la paz desde 1945..

La participación de Australia en las operaciones de mantenimiento de la paz internacional ha sido diversa, incluida la participación tanto en las misiones de las Naciones Unidas como parte de coaliciones ad hoc. Los australianos han estado involucrados en más conflictos como fuerzas de paz que como beligerantes, sin embargo "en términos comparativos internacionales, Australia ha sido sólo un pacificador moderadamente enérgico."
Aunque Australia ha tenido las fuerzas de paz en el campo de forma continua durante 60 años estando entre el primer grupo de observadores militares de las Naciones Unidas en Indonesia en el año 1947, sus compromisos, por lo general, han sido limitados, que consistieron en un pequeño número de tropas de apoyo de alto nivel y técnico (por ejemplo, de señales, ingenieros o unidades médicas) o de los observadores y la policía. Este patrón cambió a mediados de la década de 1990, cuando Australia se vio envuelta en una serie de operaciones de alto perfil con el despliegue de unidades muy considerable de las tropas de combate en apoyo de una serie de misiones, incluyendo las de Camboya, Ruanda, Somalia y más tarde en Timor Oriental y las Islas Salomón. Australia ha participado en cerca de 100 misiones distintas, con más de 30.000 empleados y 10 australianos muertos durante estas operaciones.

## Estadísticas militares
| Conflicto                       | Año/s         | Número de alistados | Muertos | Heridos           | Prisioneros de guerra                                                                | Notas          |
| ------------------------------- | ------------- | --- | ------- | ----------------- | ------------------------------------------------------------------------------------ | -------------- |
| Nueva Zelanda                   | 1860–1861     | Tripulación del HMVS Victoria 2,500 en Regimientos de Waikato                                                                        | 1 <20   | Cero Desconocidos | No                                                                                   | [ 34 ]         |
| Sudán                           | 1885          | 770 Contingentes de NSW | 9       | 3                 | No                                                                                   | [ 34 ]         |
| Sudáfrica                       | 1899–1902     | 16.463 en Contingentes Coloniales y Commonwealth                                                                                     | 589     | 538               | 100                                                                                  | [ 34 ]         |
| China                           | 1900–1901     | 560 en Contingentes Coloniales navales NSW, SA y VIC colonial                                                                        | 6       | Desconocidos      | No                                                                                   | [ 34 ]         |
| Primera Guerra Mundial          | 1914–1918     | 416,809 alistados en la AIF (incluida la AFC) 324,000 miembros de la AIF en servicio en el extranjero 9,000 en la RAN Total: 425,809 | 61.511  | 155.000           | 4.044 (397 muertos en cautividad)                                                    | [ 34 ]         |
| guerra civil rusa               | 1918–1919     | 100–150 en la NREF y NRRF 48 en la Dunsterforce Tripulación del HMAS Swan                                                            | 10      | 40                | No                                                                                   | [ 101 ]        |
| Segunda Guerra Mundial          | 1939–1945     | 727.200 en la 2nd AIF y militares 48.900 en la RAN 216.900 en la RAAF Total: 993.000                                                 | 39.761  | 66.553            | 8.184 (contra Alemania e Italia) 22.376 (contra Japón) (8.031 muertos en cautividad) | [ 34 ]         |
| Emergencia Malaya               | 1948–1960     | 7.000 en el Ejército | 39      | 20                | No                                                                                   | [ 34 ]         |
| Guerra de Corea                 | 1950–1953     | 10.657 en el Ejército 4.507 en la RAN RAN 2,000 en la RAAF Total: 17.164                                                             | 340     | 1.216             | 29 (1 muerto en cautividad)                                                          | [ 34 ]         |
| Confrontación Indonesia-Malasia | 1962–1966     | 3.500 en el Ejército | 16      | 9                 | No                                                                                   | [ 34 ]         |
| Guerra de Vietnam               | 1962–1973     | 42.700 en el Ejército 2.825 en la RAN 4.443 in RAAF Total: 49.968                                                                    | 521     | 2.398             | Nil                                                                                  | [ 34 ]         |
| Guerra del Golfo                | 1991          | 750 | No      | No                | No                                                                                   | [ 34 ]         |
| Somalia                         | 1992–1994     | 1.480 | 1       |                   | No                                                                                   |                |
| Timor del Este                  | 1999–presente | | 4       |                   | No                                                                                   | [ 34 ] [ 177 ] |
| Afganistán                      | 2001–presente | | 32      | 218               | No                                                                                   | [ 186 ]        |
| Irak                            | 2003–2011     | 17.000 | 3       | 27                | No                                                                                   | [ 34 ]         |
| Total                           | Total         | Total | 102.837 | 225.835           | 34.730                                                                               |                |

### Acrónimos relevantes
- ADF - Australian Defence Force (Fuerza de Defensa Australiana)
- AFC - Australian Flying Corps (First World War) (Cuerpo Aéreo Australiano, Primera Guerra Mundial)
- AIF - Australian Imperial Force (Fuerza Imperial Australiana, Primera y Segunda Guerra Mundial)
- AMTG - Al Muthanna Task Group (Grupo de Tareas Al Muthanna)
- AN & MEF - Australia Naval & Military Expeditionary Force (New Guinea, First World War) (Australia Naval y Fuerza Expedicionaria *Militar, Nueva Guinea y Primera Guerra Mundial)
- ANZAC - Australian and New Zealand Army Corps (Cuerpos del Ejército de Australia y Nueva Zelanda)
- ATF - Australian Task Force Vietnam War (Fuerza de Tarea Australiana, Guerra del Vietnam)
- BCOF - British Commonwealth Occupation Force (Fuerzas de Ocupación de la Commonwealth Británica)
- CMF - Civilian Monitoring Force (Peacekeeping) (Fuerza de Vigilancia Civil)
- CT - Communist Terrorist (Terroristas Comunistas, Malasia)
- FEAF - Far East Air Force (Fuerza Aérea del Extremo Oriente, Real Fuerza Aérea)
- FSB - Fire Support Base (Base de Fuego de Apoyo)
- HMAS - Her Majesty's Australian Ship (Barco Australiano de Su Majestad)
- HMCS - Her Majesty's Canadian Ship (Barco Canadiense de Su Majestad)
- HMCSS - Her Majesty's Colonial Steam Sloop (Balandra Colonial a Vapor de Su Majestad)
- HMVS – Her Majesty's Victorian Ship (Barco Victoria de Su Majestad)
- INTERFET - International Force for East Timor (Fuerza Internacional para Timor Oriental)
- KPA - Korean People's Army (Ejército Popular de Corea)
- NEI - Netherlands East Indies (Indias Orientales Neerlandesas)
- NREF - North Russian Expeditionary Force (Fuerza expedicionaria del Norte de Rusia
- NRRF - North Russia Relief Force (Fuerza de Socorro del Norte de Rusia )
- NSW - New South Wales (Nueva Gales del Sur)
- OBG(W) - Overwatch Battle Group (West) (Grupo de Batalla Overwatch (Oeste)
- RAAF - Royal Australian Air Force (Real Fuerza Aérea Australiana)
- RAN - Royal Australian Navy (Real Marina Australiana)
- RAR - Royal Army Reserve (Real Reserva del Ejército)
- RAR - Royal Australian Regiment (Real Regimiento Australiano, Batallones designados 1RAR, 2RAR, etc.)
- SAS - Special Air Service (Servicio Aéreo Especial, Australia)
- SASR - Special Air Service Regiment (Regimiento de Servicio Aéreo Especial, Australia
- SECDET - Security Detachment Iraq (Destacamento de Seguridad, Irak)
- SECDET - Security Detachment Iraq (Destacamento de Seguridad en Irak, Australia)
- UNAMET - United Nations Mission in East Timor (Misión de Naciones Unidas en Timor Oriental)
- UNTAET - United Nations Transitional Administration in East Timor (Administración de Transición de las Naciones Unidas para Timor Oriental)
- USAAF - United States Army Air Force Fuerzas Aéreas del Ejército de los Estados Unidos